# Terremoto de México de 1985
El terremoto de México de 1985 tuvo lugar el jueves 19 de septiembre de dicho año. Inició a las 07:17:49, hora local (UTC–6), y alcanzó una magnitud Mw = 8.1 El epicentro se localizó en el océano Pacífico, frente a la costa del estado de Michoacán, muy cerca del puerto de Lázaro Cárdenas, cerca de la desembocadura del río Balsas, límite natural entre los estados de Michoacán y Guerrero, con una magnitud de 8.1 Mw y una duración de 2 minutos.
El sismo afectó las zonas centro, sur y occidente de México, en particular a la Ciudad de México, donde se percibió a las 07:19 debido al arribo de la onda sísmica (onda S) del sismo, hora local. Ha sido el más significativo y dañino en la historia escrita de los movimientos telúricos de México y de su capital, y superó en intensidad y en daños al registrado en 1957, que hasta entonces había sido el más notable en la ciudad. La réplica acontecida un día después, la noche del 20 de septiembre, también tuvo gran repercusión para la capital al colapsar estructuras reblandecidas un día antes.
Ante la carencia generalizada en el país de una cultura de protección civil, de protocolos de acción y de recursos de toda índole para las grandes catástrofes —el Sistema Nacional de Protección Civil no se creó sino hasta el año siguiente, 1986, y el Fondo de Desastres Naturales (Fonden), diez años después, en 1996—, y debido también a lo generalizado de la inacción y a la minimización de las consecuencias por parte del Gobierno, encabezado a nivel federal por el entonces presidente, Miguel de la Madrid Hurtado, la situación vivida en las cuarenta y ocho horas siguientes al sismo fue de un caos generalizado, que se palió considerablemente cuando la propia sociedad civil comenzó a auto-organizarse en las acciones de rescate y asistencia de las víctimas y los damnificados.
El número preciso de muertos, heridos y daños materiales nunca se conoció con precisión. En cuanto a las personas fallecidas, solo existen estimaciones: 3192 fue la cifra oficial, mientras que 20 000 fue el dato resultante de los cálculos de algunas organizaciones. En cuanto a otros tipos de pérdidas, se ha calculado que económicamente fueron de unos ocho mil millones de dólares, que unas doscientas cincuenta mil personas quedaron sin casa y que aproximadamente novecientas mil se vieron obligadas a abandonar sus hogares. Las tareas de rescate de víctimas se prolongaron hasta el mes de octubre, y la de remoción de escombros, incluso hasta diez años después (1995).[cita requerida] Al 2017, aún existían campamentos derivados de estos dos sismos.
Las consecuencias directas e indirectas del terremoto fueron de diversa índole, y abarcaron un sinnúmero de aspectos tanto de la Ciudad de México como del propio país: el alto número de víctimas y de heridos; la remoción de escombros y los esfuerzos de toda índole por lograr lo que en ese entonces se denominó vuelta a la normalidad; el cambio en el entorno urbano de diversas zonas de la ciudad por la creación de nuevos inmuebles que reemplazaron a otros o que ampliaron los existentes; la creación de nuevos espacios públicos, como parques, plazas y complejos de edificios en los espacios que dejaron las construcciones derrumbadas; la mayor participación política de la ciudadanía; el surgimiento de grupos políticos y de organizaciones no gubernamentales; el cambio político, que generó una mayor democratización de la capital del país en 1993, con la creación de la Asamblea de Representantes del Distrito Federal, y la posibilidad de elegir a sus gobernantes en 1997; la modificación a nivel nacional de las legislaciones de construcción ya existentes, ajustadas a la realidad sísmica del país, y la creación de otras nuevas, tendentes a la cultura de prevención y de protección civil y de respuesta ante las grandes emergencias, además del desarrollo de la investigación en la prevención y estudio de la naturaleza sísmica mexicana.

## Antecedentes

### Contexto de la situación política y económica del país
Pese a que había sido designado por la FIFA como sede de la XIII Copa Mundial de Fútbol para la competencia internacional de 1986, México enfrentaba la crisis económica de 1982, y era entonces presidente de la República Miguel de la Madrid Hurtado, quien propuso un Programa Inmediato de Reordenación Económica, para combatir la inflación, proteger el empleo y recuperar las bases de un desarrollo sostenido, eficiente y equitativo.
La inflación llegó en 1983 a una tasa anual de 117 %, y descendió al 60 % en 1984, al parecer debido al «manejo realista de la política cambiaria», que logró que la cotización del dólar con el peso en el año de 1984 fuera de $148.50, la cual cambió, en 1985, a $450.00. Además, ese año se llegó a perder temporalmente la mitad del mercado petrolero, se dio la caída del valor de las exportaciones petroleras, que determinó que los ingresos públicos por este concepto se redujeran de 9.7 % del PIB en 1984 a 8.4 % en 1985. Por otra parte, la participación en el PIB de los ingresos públicos no petroleros también disminuyó (de 20.8 % del PIB en 1984 a 20.2 % en 1985), como resultado primordialmente de la erosión en la recaudación tributaria provocada por la inflación y del deterioro en términos reales de los precios y tarifas del sector público.
El déficit en 1984 fue de 6.5 %; asimismo, el 37.5 % del presupuesto público se destinaba para el pago de la deuda pública, tanto interna como externa.
El gasto público se redujo un 40 % de inversión pública y un 16 % de gasto corriente. La reducción de la burocracia se dio «ajustando» el número de subsecretarías, oficialías mayores, contralorías, coordinaciones generales y direcciones generales del gobierno federal, de 690 unidades que existían en 1982 a 187 para julio de 1985. Por otra parte, en lo referente a fideicomisos y empresas paraestatales, de 1155 que integraban el sector público, se ordenó la fusión, liquidación y transferencia o venta de 482 entidades no estratégicas ni prioritarias.
Sin embargo, el discurso político de la crisis económica de aquel año afirmaba que «se había superado la emergencia», gracias a la reestructuración de buena parte de la deuda externa, que ascendía a 87 400 millones de dólares, el 53 % del PIB. Su vencimiento era a corto plazo, 46 % de la deuda debía de pagarse en un plazo no mayor de tres años y el 27 % durante 1983. Por tanto, dicha deuda resultaba impagable. No obstante, se habían llevado a cabo negociaciones con el Fondo Monetario Internacional y los gobiernos de bancos centrales de los 42 países acreedores. Además, se llegó a acuerdos con 634 bancos privados, que le prestaron dinero al país.

### Gobierno de la Ciudad de México
La Ciudad de México no contaba propiamente con un gobierno local, por ser la sede de los poderes federales, y eran, por ende, sus autoridades gobernantes el presidente de la República y el Congreso de la Unión. Sin embargo, los asuntos públicos del Distrito Federal eran despachados por el jefe del Departamento del Distrito Federal, también conocido como «regente de la ciudad», funcionario subordinado al presidente de la república. El titular era Ramón Aguirre Velázquez. La administración pública del Distrito Federal se regía por el Reglamento Interior del Departamento del Distrito Federal, el cual se conformaba por su titular, el jefe de Departamento, quien se apoyaba en cinco secretarías: Gobierno, Desarrollo Social, Obras, Protección y Vialidad, así como las secretarías adjuntas; existía un oficial mayor, un tesorero, apoyado con tres subtesoreros; un contralor general; tres coordinaciones generales, veintiuna direcciones generales, y dieciséis delegados políticos.

### Población
- Habitantes: En su tercer informe de gobierno, el entonces presidente Miguel de la Madrid Hurtado mencionó que la Ciudad de México tenía una población que superaba los diez millones de habitantes, a nivel nacional eran 78 millones. Por ello, el objetivo del gobierno consistía emprender acciones que mejoraran los servicios públicos básicos a favor del mayor número de habitantes.
- Asentamientos humanos: Se estableció el uso del suelo para poder controlar la expansión urbana. Por otra parte, el entonces Departamento del Distrito Federal había escriturado más de 87 000 predios irregulares, y benefició con ello a más de 300 000 personas.
- Transporte público: Se había ampliado la red del Metro, en las líneas 3, 6 y 7, con una longitud de 25 kilómetros, con lo que la red llegó a 109.5 kilómetros. Con ello, se incrementó la capacidad de transporte del Metro de 3 millones de pasajeros en 1982 a 4 millones y medio de pasajeros por día en 1985. Se anunció también la construcción de un tren ligero, que correría de la estación del metro Taxqueña a la glorieta de Huipulco. En el caso de los autobuses, se mencionó que el parque vehicular de la Ruta 100 (empresa paraestatal gubernamental) transportaba diariamente a 6 millones de pasajeros.
- Seguridad pública: En 1985, se anunció la incorporación de más de 7500 nuevos elementos, egresados de la Academia de la Policía.[22]
- Instancias encargadas de la protección civil: Pese a que poco antes del sismo se vivieron desastres de gran alcance como la erupción del volcán Chichonal en 1982 y las explosiones de San Juan Ixhuatepec en 1984, en septiembre de 1985 no se contaba con una instancia gubernamental dedicada a la prevención y posterior asistencia o auxilio a la población.

### Legislación de construcción
El 7 de enero de 1976 fue publicada la «Ley de Desarrollo Urbano del Distrito Federal».
Dicha ley tenía como objeto ordenar el desarrollo urbano del Distrito Federal; esto es, crear planes para la conservación y mejoramiento del territorio del Distrito Federal. Correspondía al entonces Departamento del Distrito Federal, DDF, establecer los destinos, usos y reservas del territorio y del espacio en que se dividía el territorio del Distrito Federal en zonas de acuerdo con sus características, destino de los predios y condiciones ambientales.
Dicha ley establecía que habría un Plan Director que contendría información sobre las estructuras, condiciones y procesos demográficos, sociales, económicos y políticos de la región en relación con las condiciones generales del país; las condiciones geofísicas, ecológicas y ambientales de la misma; la tenencia y uso de la tierra y de bienes muebles e inmuebles; así como los elementos de acondicionamiento del espacio urbano, principalmente de la infraestructura, equipo, servicios y transporte. No existía por ende, el concepto de protección civil.
Se preveía la construcción de viviendas, en las cuales se imponía como obligaciones a las empresas constructoras, donar las superficies de terrenos que se destinarían a vías públicas, dentro de los límites del fraccionamiento; así como también destinar suelo para los servicios públicos, como vías públicas, escuelas, parques; además de cumplir previamente con las obligaciones fiscales que determinara la «Ley de hacienda del Departamento del Distrito Federal».
El 10 de diciembre de 1976, el entonces presidente de la república José López Portillo emitió y publicó el «Reglamento del Registro del Plan Director del Desarrollo Urbano del Distrito Federal». Dicha ley establecía la obligatoriedad de inscribir el «Plan General» y los planes parciales, en la Dirección General de Planificación del Departamento del Distrito Federal. Sin embargo, pese a esta normatividad, únicamente se tenían registrados planes parciales de desarrollo urbano en 5 de las 16 delegaciones políticas del Distrito Federal, siendo estas las delegaciones Coyoacán, Cuajimalpa, Gustavo A. Madero, Miguel Hidalgo y Xochimilco; las cuales habían sido registrados en el año de 1982.

### Carencia de protocolos de emergencia
Al momento del sismo no se contaban con normas, leyes, reglamentos, recomendaciones o protocolos para casos de emergencia o protección civil.
El «Reglamento Interior» del Departamento del Distrito Federal publicado en el Diario Oficial de la Federación el día 26 de agosto de 1985, estableció las atribuciones de algunas áreas en materia de obras y protección (policía).
La Secretaría de la Defensa Nacional implementó en 1965 el Plan DN-III-E. Dicho plan tiene por objeto aminorar o limitar los efectos de los desastres en una zona afectada, coordinar a las fuerzas armadas y los apoyos de los organismos de la administración pública federal e instituciones privadas para intervenir efectivamente en auxilio de la población.
El plan estaba organizado con base en grupos de auxilio de diferentes niveles, un grupo central de auxilio a nivel nacional, presidido por el presidente de México y constituido por dependencias de la administración pública federal e instituciones privadas. Un grupo de auxilio de zona, a nivel estatal, y un grupo de auxilio de sector, a nivel municipal. Este plan opera en forma permanente. Los grupos de auxilio se encontraban atentos a la presencia de todo tipo de fenómenos que podían causar un desastre, para lo cual, periódicamente realizaban reuniones de coordinación con sus integrantes. Al darse las señales de alerta, los grupos desarrollaban un enlace permanente entre sí para mantener informados de la situación prevaleciente, preparan los recursos disponibles para ser entregados en la forma más rápida en auxilio de la población, y en dado caso de que el desastre rebasara las capacidades de auxilio, se solicitaban mayores recursos a los escalones superiores.
Recomendaciones
1. Se deberá continuar con un programa de monitoreo topográfico de plomeo y nivelación con gráficas para conocer la evolución de los desplomes y asentamientos diferenciales. Este será cada tres años y cuando exista un sismo mayor de 7.5 grados.
2. En caso de existir un sismo de magnitud mayor a 7.5 grados Richter, se deberá realizar una inspección postsísmica detallada cargo de un Corresponsable en Seguridad Estructural.
3. Se deberá realizar una inspección de la estructura cada cinco años por un Corresponsable en Seguridad Estructural.

## Terremoto y geología

### Características del suelo de la ciudad
A pesar de estar situada a 390 km del epicentro, la capital sufrió numerosos daños, ya que está ubicada en un lago desecado artificialmente, en la que sobre un estrato de roca se encuentra una capa de espesor variable de arcilla y terraplenados. Dado que la velocidad de propagación de la onda sísmica es diferente en la roca y los rellenos, esta se refracta en el punto de contacto entre los materiales, concentrando los daños en una zona, agravados aún más porque la capa de arcilla atrapó la energía sísmica en alargarse el período de movimiento libre.

### Origen
El epicentro se localizó en el océano Pacífico, frente a la costa del estado de Michoacán, muy cerca del puerto de Lázaro Cárdenas. Un informe del Instituto de Geofísica en colaboración con el Instituto de Ingeniería de la Universidad Nacional Autónoma de México publicado el 25 de septiembre de 1985, detalló que el epicentro se localizó cercano a la desembocadura del río Balsas, límite natural entre los estados de Michoacán y Guerrero, a las 7:17:48 a. m. tiempo del Centro, y alcanzó la Ciudad de México a las 07:19 a. m., con una magnitud de 8.1 Mw y una duración de 2 minutos. Por su parte, el Servicio Geológico de los Estados Unidos determinó la magnitud del sismo en 8.0 (Mw), mientras que la Sociedad Mexicana de Ingeniería Sísmica sostiene que este movimiento telúrico alcanzó la magnitud 8.2 (Mw). La ruptura o falla que produjo el sismo se localizó en la llamada brecha de Michoacán, conocida así por su notable, hasta ese momento, carencia de actividad sísmica. Se ha determinado que el sismo fue causado por el fenómeno de subducción de la placa de Cocos por debajo de la placa Norteamericana. Se sabe que, por medio de testimonios, la escala de Mercalli en la Ciudad de México registró entre IX y X.
Una de las diversas apreciaciones en cuanto a la energía que se liberó en dicho movimiento fue su equivalente a 1114 bombas atómicas de 20 kilotones cada una.

### Réplicas
En México se presentaron varias réplicas del fenómeno, siendo la más significativa la del día siguiente (20 de septiembre de 1985) a las 19:37:13 hora local (01:37:13 UTC) con magnitud de 7.5 (Mw) y 7.3 (ML), localizándose su epicentro cercano a Zihuatanejo, Guerrero, a una profundidad de 17.6 km. La réplica provocó el colapso de 20 edificios más y aseveró el daño estructural de algunos otros endebles dañados por efecto del primer sismo. El sismo también produjo un maremoto en Ixtapa-Zihuatanejo con olas que alcanzaron una altura de 1.5 m. Otra réplica de consideración ocurrió el 30 de abril de 1986, con una magnitud de 7.0 (Mw) y su epicentro en el estado de Michoacán, al noroeste del sismo principal de 1985.

### Singularidades
Este terremoto tuvo diversas características inusitadas que amplificaron la destrucción provocada, de las cuales no se tenía registro instrumental sísmico previo. Las zonas de terreno blando de la Ciudad de México, formadas por el suelo arcilloso del desecado lago de Texcoco, fueron las que recibieron el mayor impacto destructivo, en contraste con las de suelo firme en las que hubo apenas consecuencias. La zona donde fue el epicentro vivió una particular «quietud sísmica» que no tenía precedentes de sismos mayores al menos desde 1800, por lo que la energía acumulada era mayor. La alta destructividad del movimiento tuvo tres factores como origen:
- Las ondas de radiación tuvieron una propagación en dirección al sureste, causando «efectos direccionales con rumbo a la Ciudad de México»,[4] lo que generó que las ondas elásticas triplicaran su intensidad.[4]
- Debido a las características del suelo, las ondas tuvieron un efecto de movimiento armónico[4] y de amplificación. En ciertas zonas como las de la antigua sede de la Secretaría de Comunicaciones y Obras Públicas (Centro SCOP) se vivieron aceleraciones con una gravedad de hasta el 18 %.[4]

## Efectos en la Ciudad de México

### Momentos posteriores al sismo
Luego del sismo del 19 de septiembre, en las zonas más afectadas se reportó un caos generalizado debido, además de los derrumbes, a la suspensión del transporte público, cortes a la circulación, víctimas que lograron escapar de los edificios colapsados, ciudadanía que se aprestó a ayudar a las mismas, así como la movilización de cuerpos de emergencia.
La cantidad de víctimas pudo ser peor, pero debido a la hora en que ocurrió el siniestro mucha gente se encontraba despierta, en el transporte público y no concentrada aún en sitios como escuelas y centros de trabajo.
Más de 516 000 m2 de la carpeta asfáltica de las calles resultaron afectados por fracturas, grietas y hundimientos (equivalentes a más de 80 kilómetros de una carretera de un carril). Los rieles del antiguo tranvía en la colonia Roma, se salieron del asfalto. También quedaron destruidos y afectados más de 85 000 m2 de banquetas (aproximadamente el área del tamaño 12 canchas del tamaño del estadio Azteca), más sus respectivas guarniciones (37 744 m).

### Edificios y zonas colapsadas
En la época existían un estimado de 1 404 000 edificios en la Ciudad de México, de los cuales 50 500 sufrieron daños de distinta magnitud. Grandes extensiones habitacionales de la ciudad quedaron sin daños, pero la zona de terreno blando de la capital mexicana concentró una gran cantidad de daños graves debido a lo inusitado del movimiento, que en ciertas zonas de la urbe llegó a aceleraciones de 18 % de gravedad, cuando en un sismo como el de 1957 fue del 3 %.
El informe rendido por el diputado Sergio Valls Hernández, presidente de la Comisión Especial Pluripartidista, que presentó ante el Pleno de la Cámara de Diputados el 24 de septiembre de 1985, dijo que fueron 252 edificios derrumbados y 165 dañados.
Por su parte, el presidente Miguel de la Madrid Hurtado, en su IV Informe de Gobierno —1 de septiembre de 1986— manifestó que fueron 412 edificios los que quedaron destruidos y 5728 quedaron afectados, habiendo sido 100 000 familias las que sufrieron daños en sus viviendas.
La infraestructura hospitalaria fue una de las más afectadas por los sismos en la capital. Se perdieron 2158 camas por daños diversos en los inmuebles. Dentro de los derrumbes, fueron los hospitales del Centro Médico Nacional —llamado tras su reconstrucción Siglo XXI — del IMSS; de la Secretaría de Salud General de México y Juárez aquellos que tuvieron derrumbes de grandes magnitudes. A estos últimos acuden quienes no tienen atención médica del IMSS o el ISSSTE. Al momento del fenómeno, sumaban unas 6 millones de personas en la Ciudad de México. Por su parte, el presidente Miguel de la Madrid Hurtado dijo en su IV Informe de Gobierno que esto implicó la pérdida de 30 % de la capacidad hospitalaria. Como medida precautoria, la entonces recién formada comisión interinstitucional médica, estableció que no se volverían a construir hospitales de primer nivel en el centro histórico.

#### Hospitales

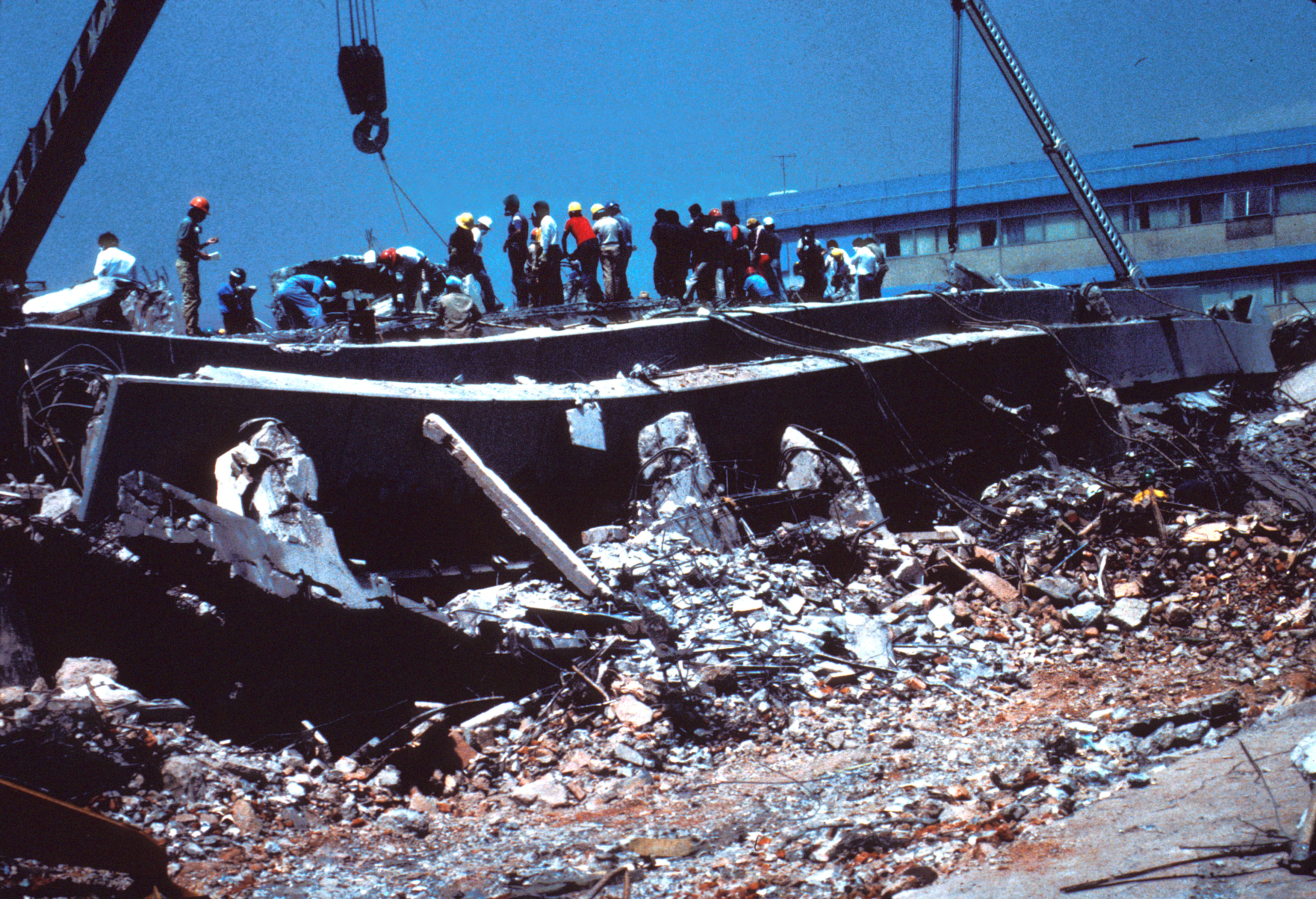
Hospital General colapsado.

- Hospital General de México: El Hospital General de México, un organismo de atención abierta al público en general, fue construido en 1905 con un sistema de pabellones por especialidad médica, con edificios no mayores a los dos pisos. Posteriormente en los años sesenta le fue añadido un edificio de seis pisos que albergaba la Unidad de Gineco-Obstetricia y otro de ocho de Residencia Médica, ambos completamente destruidos, falleciendo más de 295 personas entre pacientes y personal médico, no-médico y paramédico.[38] Este edificio contaba con 222 camas censables, 22 de terapia intensiva y 132 cunas. El edificio de residencia tenía 56 habitaciones con 4 camas cada uno y en el momento del sismo estaban 385 personas y 157 recién nacidos. En este sitio fallecieron 249 personas: 85 pacientes, 94 recién nacidos, 46 (o 47)[9] residentes médicos, 10 médicos, 37 enfermeras, 4 administrativos, 16 trabajadores de intendencia y 3 visitantes. Fueron rescatados 129 personas con vida y 47 quedaron como oficialmente desaparecidas.[38] El rescate de los cuerpos llevó un total de 20 días.

Todas las instalaciones del hospital de agua, gas, oxígeno y vapor sufrieron daños de consideración, por lo que fue necesario desalojar 840 enfermos. Debido a la alta demanda de servicios médicos por su carácter público y al rumor de que existía un plan gubernamental por desaparecer el hospital, los médicos del hospital iniciaron consultas médicas en la explanada del metro Centro Médico a partir del 17 de octubre en campamentos temporales. Finalmente el presidente De la Madrid ordenó la reapertura del hospital una vez terminadas las labores de rescate y remoción de escombros.
- Hospital Juárez: El Hospital Juárez se ubicaba hasta 1985 en el predio que comprende las calles de Jesús María, Fray Servando Teresa de Mier, Colegio Médico Militar e Izazaga. Fue la torre de hospitalización principal, de más de 10 pisos y que databa de 1971, la que se vino abajo,[39] por lo que en este edificio fallecieron por igual 740 personas,[39] entre médicos, enfermeras y enfermeros, pacientes y personal administrativo.[40]
- Centro Médico Nacional del IMSS: El Centro Médico Nacional del IMSS al momento del sismo era uno de los centros hospitalarios más importantes de Latinoamérica, en donde se formaban profesionales nacionales e internacionales. Construido en 1963, su hospital de Cardiología y la Unidad de Mantenimiento cayeron por el sismo y sus 25 edificios sufrieron daños graves, entre ellos, las unidades de urgencias, traumatología, oncología y el Hospital General Bernardo Sepúlveda.[11] En este sitio fallecieron 70 personas, entre médicos, enfermeras y pacientes. Fueron evacuadas 2 mil 900 personas luego del siniestro, los cuales fueron bajados hasta con sábanas, y fueron colocadas muchas de ellas en la calle ante la falta de espacio.

#### Escuelas

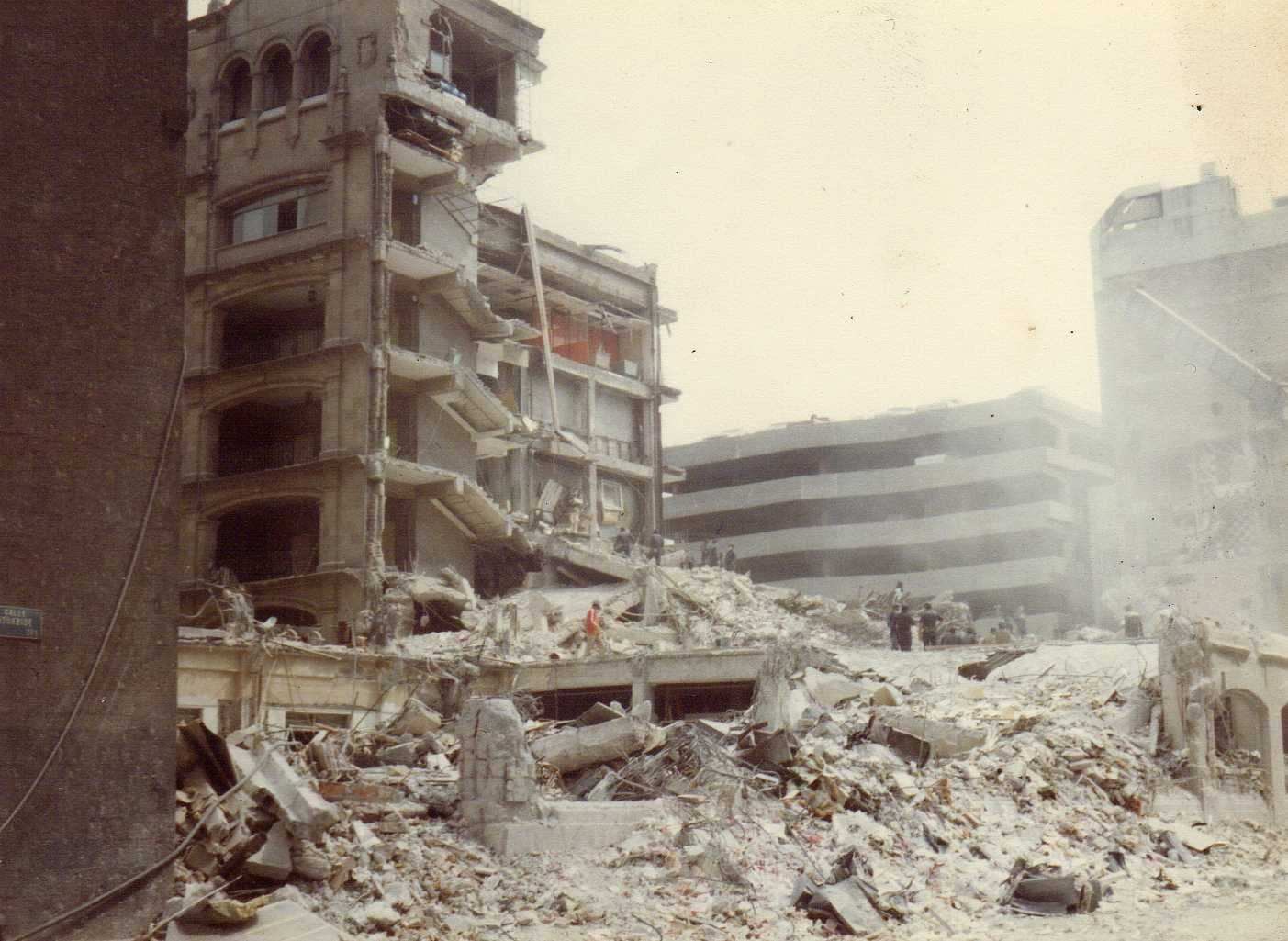
Edificio Conalep SPP colapsado.

- Conalep SPP: El Conalep SPP fue un edificio ubicado entre las calles de Iturbide y Humboldt, en el centro histórico de la Ciudad de México, que sucumbió ante el terremoto.[41] En esta escuela las clases habitualmente daban inicio a las 7 de la mañana en punto, por lo cual ya se encontraban los alumnos en clase. Algunos datos indican que en este edificio fallecieron alrededor de 120 personas y hubo algunos desaparecidos. Literalmente este edificio se partió en dos, la parte que daba a la calle de Humboldt quedó de pie y la parte que daba a la calle de Iturbide se desplomó, cayendo piso sobre piso y jalando el edificio hacia dicha calle.[42]

#### Viviendas
- Conjunto Urbano Nonoalco Tlatelolco: El Conjunto Urbano Nonoalco Tlatelolco, ubicado al norte de la capital mexicana, es un enorme conjunto habitacional diseñado por el arquitecto mexicano Mario Pani e inaugurado en 1962. Su construcción representó la llegada del primer condominio a gran escala para familias de clase media y emblema del Milagro mexicano. En sus inmediaciones ocurrió también el desenlace del movimiento estudiantil de 1968. El sismo afectó a doce edificios, siendo el más notorio el Nuevo León, que tenía quince pisos y cinco secciones con 288 departamentos y sufrió el derrumbe de las secciones C, D, E y F.

A las acciones de rescate acudieron cientos de personas, destacando mediáticamente porque en este edificio habitaban cuatro familiares del tenor Plácido Domingo, quien se abocó en los días siguientes no solo al rescate de ellos sino a la coordinación del trabajo voluntario en el edificio derrumbado. En este sitio se ocuparon sensores y perros entrenados en Francia y Estados Unidos para la colaboración de los rescates. Los vecinos acusarían directamente al gobierno de no resolver adecuadamente la inclinación que tenía el edificio producto de sismos anteriores y de una reparación en opinión vecinal malhecha por el Fondo Nacional de Habitaciones Populares (FONHAPO) un año antes de la tragedia, y que incluso estaba consignado así en una gran manta que colgaba del edificio cuando colapsó.
La organización vecinal posterior al sismo tendría en este sitio un importante bastión en la exigencia de indemnizaciones y reparaciones de los daños al estado mexicano. La Coordinadora de Residentes de Tlatelolco, asociación vecinal dirigida por el doctor Cuauhtémoc Abarca, fue parte activa de la posterior Coordinadora Única de Damnificados.
- Multifamiliares Juárez: Los edificios A1, B2 y C4 del Multifamiliar Juárez.

#### Negocios
- Café Súper Leche:: Un negoció de café ubicado en los bajos del edificio de la esquina de Victoria y Eje Central, Súper Leche, se encontraba a su máxima afluencia. En los pisos superiores había departamentos habitados.[45][46]

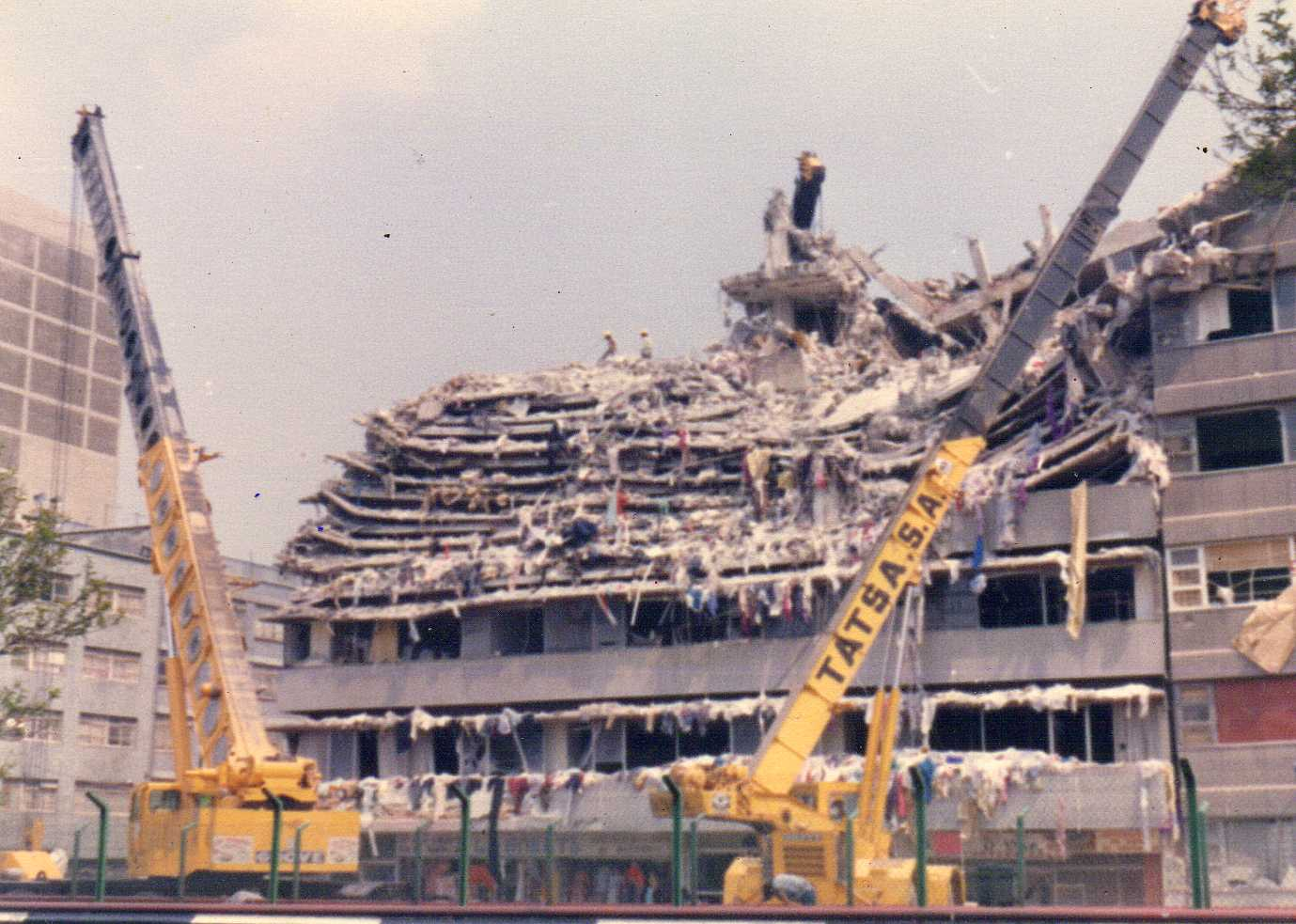
Edificio de costureras colapsado, en San Antonio Abad 150.

- Locales de costura: En la zona de la avenida San Antonio Abad/calzada de Tlalpan, al sur del centro histórico de la Ciudad de México, se ubicaban hasta 1500 talleres de costura, muchos de ellos clandestinos. En ella laboraban costureros y costureras -muchos menores de edad- en su gran mayoría en condiciones de explotación y miseria, sin seguridad social y con puestos eventuales:

Trabajábamos desde las siete de la mañana hasta las cinco de la tarde, con 45 minutos para comer, por lo que lo que hacíamos en el comedor era tener parrillas para calentar. Como muchas nos veníamos a la carrera, pasábamos a la esquina a comprar tamales y atole que apresurábamos en un descansito que había entre los baños. Allí quedaron unas muchachas.
El grito de las costureras, la voz de la necesidad, en Unomásuno, octubre de 1985.

Los dos edificios colapsados que concentraron el mayor número de víctimas fueron los números 150 y 164 de la calzada San Antonio Abad. En ellos muchas víctimas quedaron atrapadas en las escaleras de los edificios. Estos edificios fueron de los últimos en recibir apoyo de maquinaria pesada para rescatar cuerpos, que permanecían bajo los escombros semanas después del sismo. En talleres aledaños que no sufrieron daños incluso después del desastre no se detuvo el trabajo, como en las empresas Kaiser, Zig-zag, Industrias Provesi y Chic Bebé, pese al riesgo sanitario por los cadáveres de edificios contiguos. Existen testimonios que indican que hubo bloqueos -presuntamente alentados por los dueños de los talleres irregulares- para detener el rescate de víctimas y así evitar que maquinaria y materias primas textiles fueran extraídos de los edificios destruidos.
En el número 150 todavía el 27 de septiembre se encontraban 12 personas vivas que se comunicaban con el exterior. Unas 20 personas más se reportaban como atrapadas pero un cuarto de máquinas impedía su extracción. En este mismo edificio, el viernes 3 de octubre se escuchaban quejidos de personas que quedaron atrapadas y no pudieron ser rescatadas.
Estos edificios sufrieron derrumbes debido a que originalmente fueron construidos como oficinas y fueron usados como enormes talleres de costura, con cientos de personas y maquinaria pesada que excedían el peso que podían cargar.
Previo al sismo existían organizaciones obreras en los talleres de costura debido a las precarias condiciones laborales de estos sitios. El sismo sumó a este movimiento un mayor impulso debido al reclamo en primera de rescate de víctimas y de cadáveres, y posteriormente a la búsqueda de indemnizaciones. Además de las costureras, se sumaron a la protesta vecinos y familiares de las víctimas, quienes montaron un campamento en la esquina de San Antonio Abad y avenida del Taller para exigir el rescate de personas con maquinaria pesada. A este campamento se sumaron damnificados de empresas como Dimensión Weld, Vestimmarks, Dedal S.A. y Amal.

#### Hoteles
- Hotel Regis: El Hotel Regis, uno de los más emblemáticos de la Ciudad de México, se derrumbó a las 7:22:13 horas. Tenía una ocupación del 90 %, debido a las fiestas patrias, las juntas de negocios y de reuniones.[44] Fue recurrente en el registro visual del sismo tanto la imagen del letrero del logotipo del hotel caído en el piso de avenida Juárez como el reloj de la marca Haste Steele, que estaba en contra esquina y que quedó detenido marcando las 7:22.[44]
- Hotel del Prado: El Hotel del Prado, situado en la esquina de avenida Juárez y José Azueta, estaba situado a unos pasos del Regis. Obra del arquitecto Carlos Obregón Santacilia, fue terminado en 1942.[50] Fue un hotel afamado, de lujo, y que el terremoto dañó de manera irreversible. En su interior, en el lobby, tenía el mural Sueño de una tarde dominical en la Alameda Central que fue trasladado de las ruinas del hotel el 14 de diciembre de 1986.[50] Fue demolido.

#### Oficinas
- Oficinas de la Procuraduría de Justicia del Distrito Federal: El derrumbe de estas oficinas, ubicadas en la avenida Niños Héroes de la colonia Doctores, destacó porque en el rescate de los cuerpos se encontraron algunos esposados, con huellas de tortura y se hizo el hallazgo de cárceles dentro de lo que era originalmente un gimnasio.[51][52] Asimismo en el sótano del lugar se halló el cadáver del abogado Saúl Ocampo Abarca, desaparecido el 12 de septiembre. El litigante estaba en la cajuela de un auto, atado de pies y manos y con una cinta adhesiva, en estado avanzado de descomposición.[53] Las autoridades alegaron que agentes habían encontrado el auto con el cuerpo y que lo habían trasladado a las oficinas.[54] Otra víctima hallada en similares condiciones fue el colombiano Johnny Hernández de 17 años.[53] Aún el 3 de octubre de 1985 el cuerpo del abogado permanecía entre los escombros, debido a que cuando creció la noticia de los hallazgos, las labores de los rescates fueron suspendidas.[52]

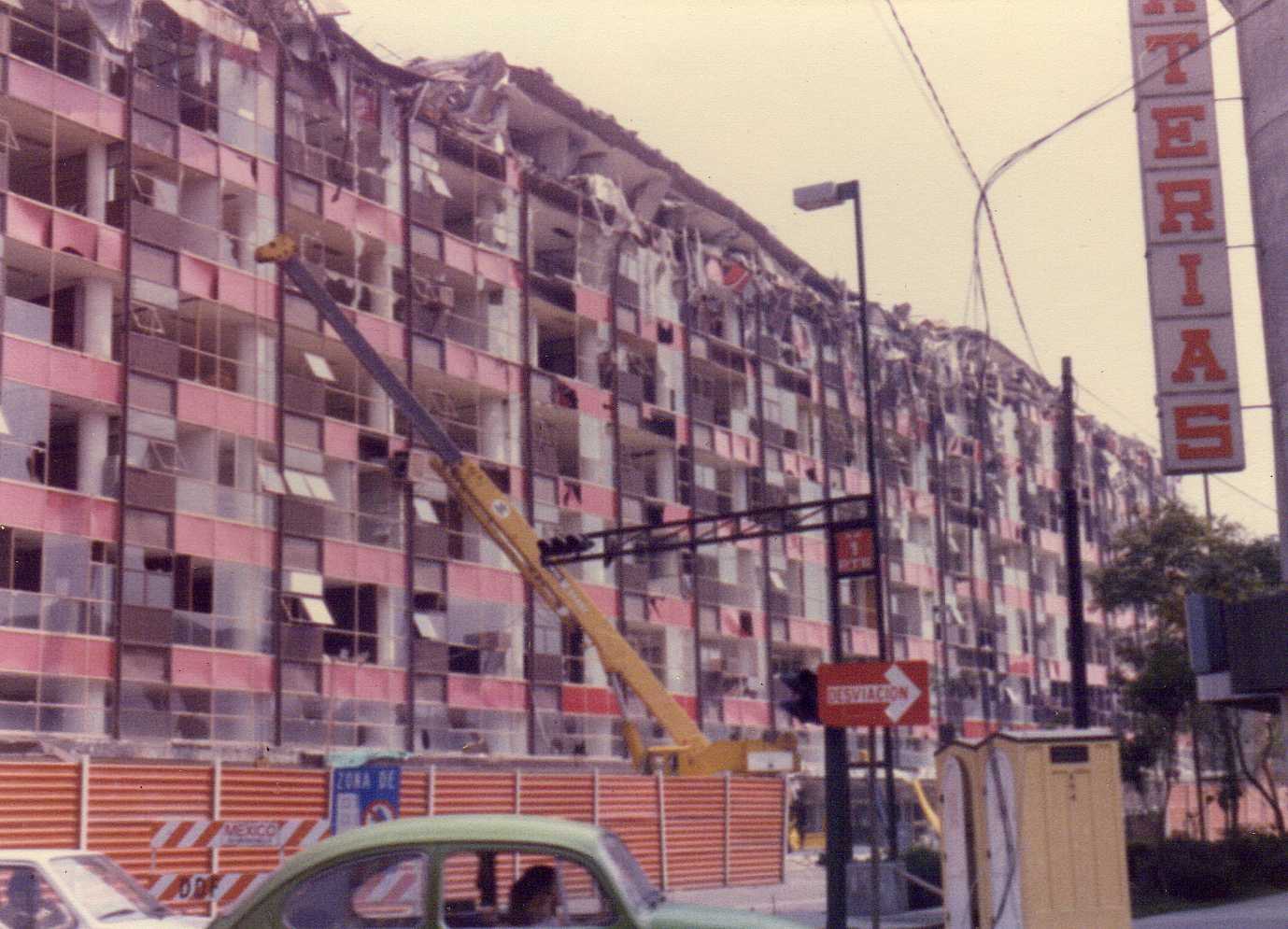
Ruinas del edificio de Secretaría de Comercio y Fomento Industrial SECOFI.

- Secretaría de Comercio y Fomento Industrial: Se desplomaron los últimos pisos de la Secretaría de Comercio y Fomento Industrial SECOFI, actualmente Secretaría de Economía, el cual se encontraba en la avenida Cuauhtémoc, de la colonia Doctores.

#### Empresas
- Televisa: Entre las construcciones afectadas por el sismo, estuvieron las instalaciones centrales de la televisora Televisa, ubicadas en la cuadra formada por la avenida Chapultepec, la avenida Niños Héroes, la avenida Doctor Río de la Loza y la calle Doctor Rafael Lucio, en la colonia Doctores, conocidas como Televisa Chapultepec —para diferenciarlas de Televisa San Ángel, ubicada al sur de la ciudad— o más comúnmente Televicentro, nombre histórico aplicado a las instalaciones cuando se construyeron en la década de 1950. Su domicilio oficial era avenida Chapultepec 18.

Las instalaciones estaban formadas por estudios de grabación, los másteres de transmisión de los canales y varios edificios de oficinas administrativas, además contaba con tres grandes antenas que alcanzaban casi 200 m de altura; desde estas instalaciones se generaba la señal que trasmitía los canales XEW-TV, XHTV-TV, XHGC-TV y XEQ-TV a todo el país y vía satélite su señal internacional.
Como todos los días de lunes a viernes, desde la 7:00 horas se encontraba al aire por el principal canal de la televisora —XEW-TV— el noticiero y programa de revista Hoy Mismo, que tenía como conductor titular al periodista Guillermo Ochoa y como copresentadores a Lourdes Guerrero y Juan Dosal. Aquella semana, Guillermo Ochoa se encontraba en una cita médica y en consecuencia la titularidad del programa era ejercida por Lourdes Guerrero y la coconducción por María Victoria Llamas, mientras que en los deportes estaba Juan Dosal, en la cabina de producción estaba Ernesto Villanueva Bustamante y Salvador Ortiz. Al momento de comenzar el movimiento sísmico, María Victoria Llamas estaba leyendo la nota de Mario Moya Palencia como embajador de México en la ONU, sustituyendo a Porfirio Muñoz Ledo. Por encontrarse a cuadro, Salvador Ortiz enfocó a la entonces conductora Lourdes Guerrero, ella mantuvo siempre una actitud positiva ante el público, a pesar de que aumentaba la fuerza del movimiento, y sus palabras quedaron como registro de la situación:

Está temblando, está temblando un poquitito, no se asusten vamos a quedarnos... Le doy la hora: siete de la mañana dieci... ¡Ah, chihuahua!... Siete de la mañana, diecinueve minutos, cuarenta y dos segundos, tiempo del centro de México...
Sigue temblando un poquitito, pero vamos a tomarlo con una gran tranquilidad...

Vamos a esperar unos segundos para poder hablar...
Lourdes Guerrero en el programa Hoy Mismo

La señal se interrumpe, debido a que todos los canales de la televisora salieron del aire por el derrumbe de los edificios que albergaban los másters de los canales y una de las antenas de transmisión; segundos antes del corte, el productor del programa, Salvador Ortiz, abrió la toma, permitiendo observar la totalidad del estudio y cómo, sobre los conductores, se mueve un plafón de iluminación agitado por la fuerza del movimiento telúrico.
En las instalaciones de Chapultepec se derrumbaron en aquel momento los másteres de los canales XHGC-TV y XEQ-TV, cinco estudios y tres edificios administrativos, además de una de las antenas, que cruzó la avenida Niños Héroes y cayó sobre las instalaciones del Centro Escolar Revolución, al otro lado de la calle. Estos daños habrían representado unos 15 000 m cuadrados de construcción y un 80 % de equipo nuevo.
Entre los principales daños estuvo la destrucción del edificio sede de la operación de noticieros en la esquina de Niños Héroes y Río de la Loza. Ahí ocurrieron varias de las muertes, y entre las víctimas conocidas estuvieron el jefe de información de Hoy Mismo, Ernesto Villanueva Bustamante, y el reportero y conductor Félix Sordo. En total, y de acuerdo con las fuentes de la misma televisora, en voz de uno de sus entonces socios, Miguel Alemán Velasco, murieron en las instalaciones de Chapultepec un total de setenta y siete empleados. Además, hubo aproximadamente otras quince víctimas circunstanciales, como los vendedores ambulantes, que se encontraban afuera de las instalaciones o visitantes; la cifra de empleados fallecidos aumentaría posteriormente a 80.
El rescate en los edificios destruidos se prolongó por más de una semana —el cuerpo de Félix Sordo se rescató hasta el día 1 de octubre— durante el cual la operación diaria de la compañía se trasladó a las instalaciones de San Ángel, desde donde se hicieron las transmisiones extraordinarias de los daños en toda la ciudad, aunque la señal pudo volver a levantarse desde Chapultepec a las 12 del día del mismo jueves 19, cuando los cuatro canales volvieron a estar al aire.

### Redes de abasto
En el centro histórico de la Ciudad de México y en muchas zonas de la ciudad, no hubo energía eléctrica debido a múltiples daños en la red de abasto. Luego del sismo se reportaron los siguientes daños en la electricidad:
- Ocho subestaciones de potencia de la Comisión Federal de Electricidad
- Cuatro líneas de transmisión de 230 kilómetros, dos de 85 y gran cantidad de cables convencionales dañados o perdidos.
- En la zona que gestionaba Luz y Fuerza del Centro se reportaban 4 kilómetros de línea primaria fuera de servicio, 100 postes dañados, 300 transformadores inutilizados y 700 alimentadores primarios dañados.[63]

El servicio tardó 96 horas en restablecerse por completo. Más de un millón usuarios del servicio eléctrico quedaron sin servicio, y a los tres días del suceso solo se había restablecido el 38 % de este. Entre los daños a este servicio se cuentan 1300 transformadores, 5 líneas de transmisión, 8 subestaciones y 600 postes de luz.
De la Madrid Hurtado en su IV Informe de Gobierno, rendido el 1 de septiembre de 1986, dijo que entre las consecuencias que generaron los sismos del 19 y 20 de septiembre de 1985, fue el de 1 280 000 servicios de energía eléctrica que resultaron averiadas.

##### Agua potable
Hubo escasez de agua como consecuencia de varias averías en el Acueducto Sur Oriente con 28 fracturas, la red primaria con 167 fugas y la red secundaria con 7229 fugas. Drenaje afectado: Río La Piedad, 6500 m afectados; en menor grado, el Río Churubusco. Filtraciones de la lumbrera 9 a la 14 del Emisor Central y en 300 m del Interceptor Centro-Poniente. Las alertas de sanidad se dispararon, y una de las más trascendentes fue la presencia de sangre (proveniente de las víctimas del sismo) en muestras del agua potable en toda la red de la ciudad. Ante la escasez, la población acude a los registros y fuentes públicas de las calles para extraer el líquido, formándose largas filas ante la necesidad de agua potable. Las autoridades llamaron a la población a desistirse de hacerlo ya que ello complicaría la labor de recuperar la red de abasto de agua.
Es por ello que el gobierno establece controles epidemiológicos al abasto de agua varias veces al día y distribuye pastillas de cloro para la desinfección del agua.

#### Redes de comunicación
El sismo dañó la red primaria de Teléfonos de México, por entonces una paraestatal, por lo que el servicio telefónico en la urbe fue prácticamente nulo luego del episodio. Las centrales telefónicas de San Juan y Victoria sufrieron graves daños, falleciendo por ello cuatro trabajadores en esas instalaciones. No hubo servicio de los números 01, 02, 03, 04, 05, 06, 07 y 09, tampoco larga distancia nacional e internacional y quedaron incomunicados total o parcialmente los estados de Hidalgo, Tlaxcala, Puebla, Guerrero, Morelos, Veracruz, Tabasco, Campeche, Yucatán, Quintana Roo, Oaxaca y el Estado de México.
Era imposible la comunicación exterior vía teléfono pues fue seriamente dañada la estructura. No fue sino hasta marzo de 1986 cuando se restableció en su totalidad el servicio de larga distancia nacional e internacional. Debido a esto, el número de telegramas y télex sumó 685 466, mientras que los comunicados por radio y televisión fueron más de 39 000.

#### Metro de la Ciudad de México
El Sistema de Transporte Colectivo Metro quedó afectado en 32 estaciones. Uno de los comedores del sistema que se encontraba en la Torre D conjunto Pino Suárez se derrumbó y dejó atrapadas a unos 60 trabajadores que hacían cambio de turno y que laboraban en las oficinas de mantenimiento. Su rescate inició, según denuncia de familiares, hasta el 30 de septiembre. Una constante en algunas notas de prensa es el temor que suscitaba el tránsito del metro de la Línea 2 que pasa por debajo del conjunto Pino Suárez y que contó con edificios colapsados. Debido a la caída de edificios contiguos, la estación San Antonio Abad y parte de la superficie de rodamiento del metro sufrieron algunos desperfectos.
La mayoría reanudó el servicio en los días subsecuentes de ese mes, a excepción de las estaciones Pino Suárez e Isabel la Católica, que no lo hicieron sino hasta el 4 de noviembre de ese año. por los trabajos de demolición contiguos a sus instalaciones.
Para el Sistema de Transporte Colectivo este suceso puso a prueba la seguridad de las instalaciones de este sistema en general, puesto que estas, aún construidas en suelo blando —debido a los mantos acuíferos y su susceptibilidad a temblores—, resistieron el impacto del movimiento telúrico sin daños de magnitud importante. Esto permitió reiniciar operaciones de manera casi inmediata. Además, resultó ser el único medio de acceso a algunas partes afectadas de la ciudad que contaban con el servicio, auxiliando en algunas labores de rescate y evacuación.[cita requerida]

#### Transporte público
Unos 6200 autobuses de la Ruta 100 dieron servicio de ayuda a los damnificados en semanas subsecuentes, operando con normalidad el servicio algunos días después, excepto 23 rutas recortadas por derrumbes y 11 desviadas. El servicio de autobuses de la antigua Ruta 100 operó gratuitamente en el tiempo de recuperación de la ciudad, inclusive los servicios de esta misma al estado de México operaron gratuitamente.
Notablemente, la paraestatal también prestó autobuses para acondicionarse como aulas, así como también prestar servicio de emergencia y gratuito en ciertas rutas, además de reforzar frecuencias en recorridos que pasaran cerca de los lugares afectados con el fin de eficientar las labores de rescate voluntarias.
En cuanto a las instalaciones del Servicio de Transportes Eléctricos de la Ciudad de México, varias rutas de Trolebús tuvieron cortes de servicio y desvíos a causa de los daños causados por el siniestro. Esto mucho más notable en el centro de la ciudad, en la entonces línea A (Terminal Central de Autobuses del Norte a Terminal Central de Autobuses del Sur) así como varias líneas hoy extintas que también ingresaban al centro de la ciudad, en los depósitos de Aragón, Gustavo A. Madero, Azcapotzalco y Tetepilco. También hubo daños de consideración y derrumbes que causaron la pérdida tanto de trolebuses para servicio común, como de unidades de tranvía PCC y trolebuses no afectados del servicio, así como otros materiales históricos. Recientemente en años posteriores se rescataron pocos ejemplares para formar parte del acervo del museo de transportes eléctricos. Igualmente, el servicio operó con gratuidad durante el tiempo de recuperación de la ciudad. Así mismo, no se detuvieron las obras de construcción de la línea del tren ligero que se venía planeando previamente.
De manera indirecta, rutas de autobuses suburbanos del Estado de México (concretamente de la zona metropolitana del valle de México) también se sumaron al apoyo emergente y reforzaron sus frecuencias así como también se sumaron a transportar voluntarios a lugares siniestrados, esfuerzo que replico el entonces Sistema de Transporte Troncal del Estado de México.

### Respuesta inmediata y organización civil

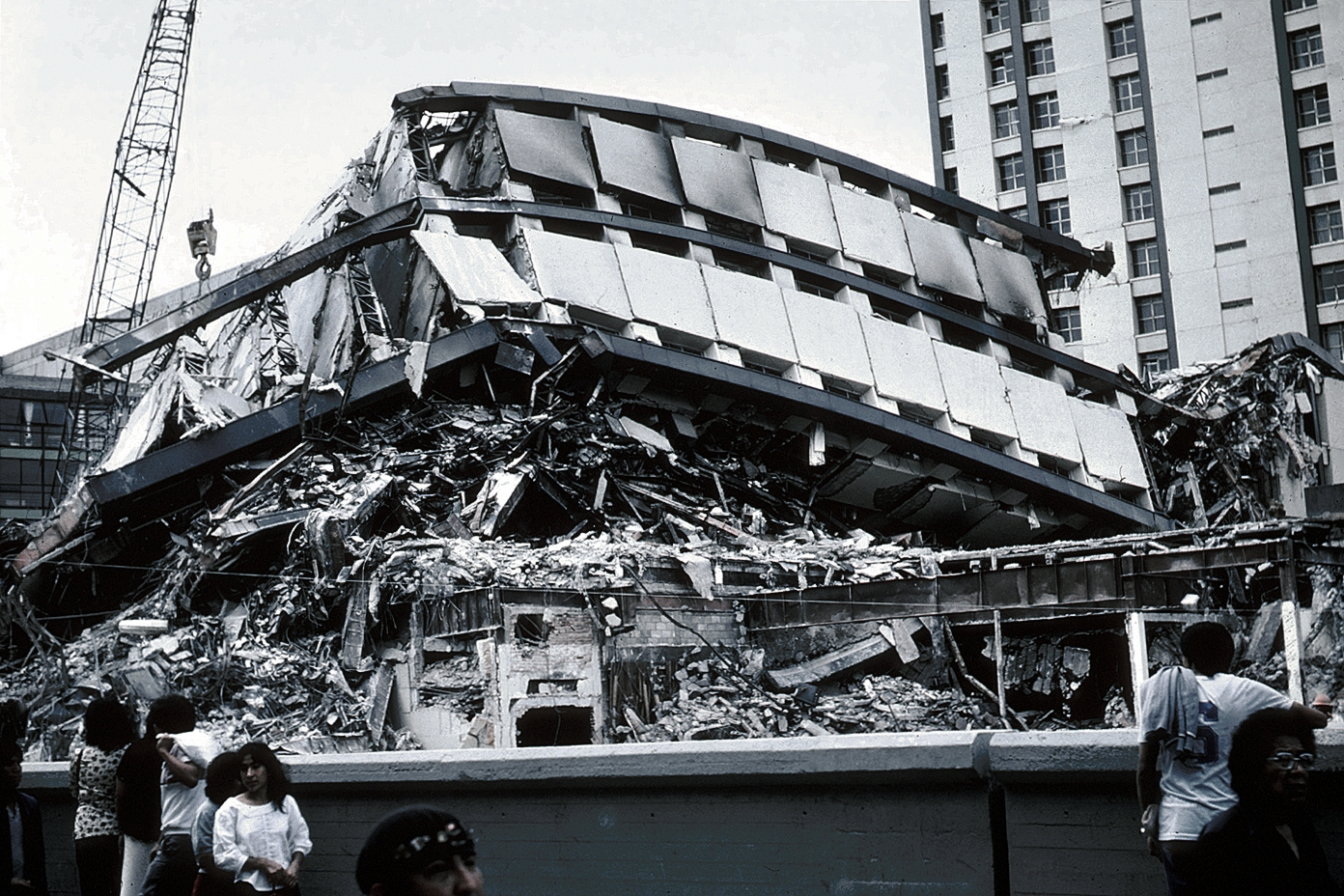
Una de las torres del Conjunto Pino Suárez colapsada.

Fue notoria la ausencia de una respuesta inmediata y coordinada de parte del gobierno, lo cual fue asumido como un «rebase» por la dimensión de la catástrofe. El propio presidente demoró 36 horas en dirigirse a la nación. Debido a la falta y la tardanza de acciones por parte del gobierno federal, la población civil tomó en sus manos las labores de rescate.
Las primeras acciones organizadas fueron realizadas por los grupos scouts de las localidades afectadas, mismas que fueron sostenidas durante varios meses con la atención de damnificados.
Esto implicó la autoorganización de brigadas, reforzadas especialmente por estudiantes de las carreras de medicina, ingeniería y ciencias. De inmediato, grandes sectores de la sociedad capitalina se organizaron improvisando estaciones de auxilio. La gente que podía donaba artículos y contribuía como le fue posible al esfuerzo de recuperación. Esto incluyó que la población se volcara a mover escombros con las manos, regalar linternas, cascos de protección, etc. Ante la saturación que se generó a los vehículos de auxilio, muchas personas habilitaron los suyos para el traslado de víctimas o víveres.
A las afueras de los edificios colapsados se formaron improvisados campamentos, con el fin de organizar las tareas de rescate, alimentar a los voluntarios, a los heridos y familiares que esperaban noticias de sus seres queridos atrapados en los escombros. En estos sitios, líneas de personas movían medicamentos para ser inspeccionados y posteriormente ser suministrados. Las cruces dibujadas con un color rojo sobre papel eran suficientes para identificar personal o locales de auxilio.
La UNAM, a pesar de no haberse visto afectada directamente, cerró sus puertas una semana suspendiendo clases para que los universitarios que así lo desearan pudieran integrarse a las brigadas de rescate y ayuda. También fue notable el hecho de que la policía y el ejército tardaron en hacer presencia y su labor inicial se limitó a «resguardar» los edificios destruidos.
Entre los esfuerzos civiles organizados, surgió el grupo que posteriormente se incorporaría como la Brigada de Rescate Topos.

## Efectos en otras entidades

### Michoacán
En la ciudad de Lázaro Cárdenas, por ser el punto más cercano al epicentro del sismo, se registraron daños de medianos a graves en un 60 % de las viviendas. El Hospital General de la ciudad, así como hoteles y edificios públicos también resultaron con graves daños. Por los efectos en la zona, el sismo fue clasificado con los grados VIII-IX (destructivo-ruinoso) en la escala de Mercalli. En Playa Azul, hubo numerosas muertes, se registró el derrumbe parcial del antiguo hotel Playa Azul. Se reportó la formación de un maremoto que inundó la planta baja de algunos hoteles situados sobre la playa. Por los daños registrados, el sismo fue clasificado con el grado IX (ruinoso).
Otras localidades ubicadas en la sierra de Michoacán, desde Coalcomán hasta Coahuayana, registraron daños menores sin derrumbes. Los grados con los que fueron catalogadas estas zonas fueron menores que VIII en la escala de Mercalli.

### Guerrero
En Ixtapa-Zihuatanejo, el sismo fue catalogado con grado VII (muy fuerte) en la escala de Mercalli. Se registró la muerte de una persona y se formó un maremoto con olas que alcanzaron los cuatro metros en las playas de dicho puerto. Algunas viviendas y hoteles sufrieron daños menores. En Acapulco, el sismo fue clasificado con el grado IV (moderado) en la escala de Mercalli. El movimiento telúrico no dejó daños ni víctimas en dicha ciudad.

### Jalisco
En Ciudad Guzmán, la cifra de víctimas fue cercana a los 50 muertos y se registró la destrucción de una gran cantidad de viviendas y edificios públicos. Por los daños y víctimas registradas, el sismo en esta ciudad fue clasificado con grado VIII (destructivo) en la escala de Mercalli.

### Colima
En Manzanillo, el sismo fue catalogado con grado VI (moderado) en la escala de Mercalli, pero no dejó daños ni víctimas.
Lugares afectados ordenados por intensidad:
| Mexico                    | Mexico                 |
| ------------------------- | ---------------------- |
| Lugar                     | Intensidad en Mercalli |
| Ciudad de México          | X (Extremo)            |
| Michoacán                 | IX (Violento)          |
| Jalisco                   | VIII (Severo)          |
| Guerrero                  | VII (Muy fuerte)       |
| Morelos, Puebla, Tlaxcala | VII (Muy fuerte)       |
| Estado de México          | VII (Muy fuerte)       |
| Colima                    | VII (Muy fuerte)       |
| Oaxaca                    | VI (Fuerte)            |
| Querétaro                 | VI (Fuerte)            |
| Hidalgo                   | VI (Fuerte)            |
| Nayarit                   | V (Moderado)           |
| Guanajuato, Chiapas       | V (Moderado)           |
| Zacatecas                 | VI (Fuerte)            |
| San Luis Potosí           | IV (Ligero)            |
| Veracruz                  | III (Débil)            |
| Sinaloa, Durango          | II (Débil)             |

## Actuación gubernamental
Luego del sismo y de ser informado de las dimensiones de sus consecuencias por el Estado Mayor Presidencial, el presidente Miguel de la Madrid Hurtado realizó un primer sobrevuelo en helicóptero por el Distrito Federal para tener una imagen clara de la situación. Asimismo tuvo una reunión de emergencia con todo el gabinete del país, con el fin de evaluar las acciones que se realizarían para asumir la catástrofe. Según testimonios posteriores ordenó intervenir en el plan de rescate al Ejército y la Marina de México, y la integración de dos comisiones, una metropolitana y una nacional, asumiendo él mismo la coordinación de todos los esfuerzos. Según el mismo De la Madrid la acción inicial de los cuerpos militares fue hacia la vigilancia y preservación del orden. Previo a esta reunión de conformación sucedida a las 11 de la mañana, hizo un recorrido en autobús por las zonas siniestradas, y al final declaró a la prensa:

México tiene los suficientes recursos y unidos pueblo y gobierno, saldremos adelante. Agradecemos las buenas intenciones, pero somos autosuficientes.
Miguel de la Madrid

Estas primeras declaraciones del presidente traerían consecuencias negativas a la imagen presidencial, que a la postre lo colocarían como el «presidente ausente», y generaría la idea entre la población de que el gobierno del país se portaba vehemente a la solidaridad externa. Dicha actitud inicial fue respaldada por el entonces embajador mexicano en Washington quien declaró, «solitos vamos a salir, México es más grande que sus problemas». El secretario de Gobernación, Manuel Bartlett declararía en ese tenor que la situación estaba bajo control por el gobierno, y el regente Ramón Aguirre animaba a las personas que deseaban ayudar a volver a sus casas.

### Mensaje a la nación de Miguel de la Madrid
Luego del segundo sismo, Miguel de la Madrid Hurtado dio a las 7:40 p.m. del 20 de septiembre de 1985 un mensaje a la nación televisado, en el que compartió su luto y tristeza y enalteció el espíritu de solidaridad internacional. Manifestó que no tenía cifras precisas ni completas, que existían atrapados en las construcciones que no se habían podido rescatar.
Destacó el papel del Ejército y Armada Nacional, a los cuerpos de policía, bomberos, socorristas y voluntarios. Sin embargo reconoció, que la tragedia era de tal magnitud que los había rebasado en muchos casos.
Reiteró su orgullo por el sentido de fraternidad del pueblo mexicano, a los medios de comunicación por informar de «manera responsable y madura» al ubicar el problema, en «su debida proporción», declaró: «La tragedia es grande, pero la capital de México no está arrasada», la capital estaba volviendo a su normalidad. La Ciudad de México «seguía en pie».
Las 36 horas que tardó el mensaje a la nación recibieron muchas críticas. Se provocó la sensación de que el gobierno actuó con lentitud, lo que en opinión del presidente no fue verdad y se debió a «los medios de comunicación, en particular la prensa escrita, [que] se hicieron eco de este ánimo casi obsesivo y crítico en reportajes y comentarios editoriales».

### Ayuda humanitaria y presunto rechazo
Diversos países enviaron ayuda humanitaria a México, entre la que se encontraban: víveres, ropa, equipos de auxilio, material de primeros auxilios, casas de campaña con capacidad para instalar 50 personas, equipos de supervivencia, potabilizadores de agua, perros rastreadores entrenados y diversos materiales más. Versiones extraoficiales indican que la mayor parte de dicha ayuda fue acaparada por miembros del gobierno de Miguel de la Madrid y no fue entregada a los socorristas de la Cruz Roja Mexicana o a la población que estaba debidamente organizada.[cita requerida]
Según el informe rendido por Raúl Robles Segura entonces Subsecretario B de la Contraloría General de la Federación ante la Comisión Pluripartidista, la ayuda solidaria que recibió el Estado mexicano, fue aérea ya fuera por vuelos especialmente fletados para tal propósito, o en la sección de carga de los vuelos comerciales; recibiéndose también ayuda por carretera y ferrocarriles.
La recepción de la ayuda de los vuelos especiales, se hizo con la participación de elementos del Ejército Mexicano, así como personal de Aeropuertos y Servicios Auxiliares de la Secretaría de la Contraloría General de la Federación. La ayuda se entregó a representantes del Departamento del Distrito Federal, el cual la almacenó en cuatro de sus bodegas.
Posteriormente el 3 de octubre de 1985, el entonces Presidente Miguel de la Madrid Hurtado publicó el Acuerdo por el que se crea el Comité Supervisor de los Donativos Destinados a la Atención de los Damnificados y Reconstrucción de las Zonas Afectadas. En tal Acuerdo, se crea dicho comité para vigilar el correcto destino de los donativos en especie y en servicio recibidos por el Gobierno Federal en representación del pueblo de México. El mencionado órgano colegiado se integraría por representantes de la Secretaría de Relaciones Exteriores, Congreso del Trabajo, Sector Empresarial, Consejo Consultivo de la Ciudad de México, Cruz Roja Mexicana, el director de la Facultad de Derecho de la UNAM, así como un representante del Colegio de Contadores Públicos de México, con funciones de auditor externo.
El Comité tendría las funciones de requerir información, supervisar los informes de existencia de bienes y de canalización total o parcial de los mismos, así como también informar periódicamente al Presidente y a la opinión pública.
Hasta el 19 de octubre de 1985, se habían recibido 220 vuelos provenientes de 37 países con ayuda en especie para los damnificados; de dichos vuelos solo poco más de la tercera parte venían destinados en número de 68, al gobierno federal, y los restantes, por voluntad de los donantes, fueron dirigidos 89 a la Cruz Roja Mexicana, 36 a diversas embajadas y 17 personas e instituciones particulares.
Se consideró «impráctico e inapropiado» utilizar como unidad de medida de su valor monetario, para fines de información, así como cuantificar los donativos recibidos. Sin embargo, estos donativos fueron clasificados por la Secretaría de la Controlaría, conforme a su peso y por grandes grupos obteniéndose los siguientes resultados:
En el período comprendido del 20 de septiembre al 9 de octubre la ayuda para damnificados recibida por el país sumaba 1336 toneladas.
| Destinatario       | Toneladas |
| ------------------ | --------- |
| Gobierno Mexicano  | 502       |
| Cruz Roja Mexicana | 362       |
| Embajadas          | 294       |
| Particulares       | 97        |
| Sin clasificar     | 81        |

| Tipo de ayuda                       | Toneladas      |
| ----------------------------------- | -------------- |
| Medicamentos                        | 386            |
| Instrumental y equipo médico        | 59             |
| Alimentos                           | 228            |
| Equipo de rescate                   | 151            |
| Herramientas y equipo               | 115            |
| Ropa, mantas y equipo de campamento | 314            |
| otros productos                     | Texto de celda |
| Maquinaria                          | 70             |

El gobierno federal manifestó respecto al equipo de rescate, herramientas y algunos artículos medicinales, mantas, etc., los consumos de la ayuda recibida del extranjero hasta esa fecha, habían sido relativamente reducidos. Ello en razón, a que en una ciudad con más de 16 millones de habitantes, tenía las reservas y existió la movilización con agilidad para hacer frente a las necesidades emergentes que planteó la catástrofe.
Por otra parte, el gobierno federal manifestó que de acuerdo con las características del siniestro, el 80 % de los heridos quedaron atendidos dentro de las primeras doce horas siguientes al mismo. Aún antes a que llegara a tierra mexicana el primer vuelo extranjero. Por lo que en el caso de los donativos de medicamentos, se procedió a la clasificación cuidadosa de las medicinas, con la debida cautela a su prescripción y suministro posterior.
La ayuda de las personas alojadas en albergues y campamentos, de los bienes recibidos, se realizó en un centro de distribución en la Sala de Armas de Magdalena Mixhuca en el cual, tan solo en el primer día, 6000 beneficiados pudieron disponer de prendas de ropa, alimentos y objetos de uso personal.

### Operación del Plan DN-III-E
El diputado Franz Ignacio Espejel Muñoz y cuatro miembros más de la fracción parlamentaria del Partido Acción Nacional, solicitaron ante el Pleno de la Cámara de Diputados, la comparecencia del C. General de División D. E. M. Juan Arévalo Gardoqui, secretario de la Defensa Nacional, a fin de que este informara sobre la operación del Plan DN-III-E.
Dicha comparecencia se llevó de manera informal, ante un desayuno que ofreciera el Secretario en el Salón de Conferencias del Estado Mayor de la Secretaría de la Defensa Nacional, donde el Secretario prometió elaborar un informe. Posteriormente en resolución dictada en la Cámara de Diputados, se acordó no citar al Secretario, toda vez que el Plan DN-III-E, no era una ley que se discutiera, sino un documento que regulaba la actuación previsible de las fuerzas armadas, para auxilio a la población en casos de desastre. Por otra parte, argumentó que el Secretario era el presidente de la Comisión de Seguridad Civil, en el cual participaban diversos funcionarios, entre ellos el Secretario de la Defensa Nacional y de Marina.
Se informó que el Plan DN-III-E tenía sus antecedentes en 1966, cuando un desbordamiento del río Pánuco, provocó graves daños en los estados de Veracruz y Tamaulipas. Fue entonces cuando el presidente, instruyó a la Secretaría de la Defensa Nacional, para que elaborara un plan que garantizara la oportuna asistencia a las poblaciones afectadas por siniestros. En cumplimiento a este mandato se estableció el Plan DN-III-E, que se había venido aplicando en casos de inundaciones, sismos, huracanes y otros. Entre los que figuraron la erupción del volcán Chichonal, en el estado de Chiapas y el siniestro de San Juan Ixhuatepec, en el Estado de México.
El Plan tenía como objeto aminorar o limitar los efectos de un desastre, mediante la aplicación de medidas preventivas y de urgencia, coordinando los apoyos proporcionados por las dependencias de la administración pública federal centralizada y paraestatal, organismos privados, agrupaciones civiles voluntarias y ciudadanía en general; mantener la confianza en la capacidad de las instituciones nacionales; así como optimizar los recursos asignados para hacer frente al desastre.
El plan consistía en que los elementos del ejército debían de concurrir lo más pronto posible a los lugares afectados por un desastre y aplicar las medidas de rescate, evacuación, atención médica de urgencia, seguridad, protección y cuidado de las zonas afectadas; así como coordinar los apoyos proporcionados por las dependencias de la administración pública federal, organismos privados, de agrupaciones civiles voluntarias y a la ciudadanía en general.
Posteriormente, cuando la situación de emergencia había sido superada y las autoridades correspondientes asumían el control de la situación, el Ejército mexicano se integraba como una «colaboración más», para ayudar en las misiones que se le asignaran.
El Plan funciona a base de grupos de auxilio, en los que se conjugaban y coordinaban los esfuerzos, así como los recursos de las dependencias oficiales y los ciudadanos voluntarios. Dichos grupos operaban por zona, en términos generales, cada zona militar corresponde a una entidad federativa. Los grupos de auxilio eran presididos por los gobernadores de los estados, y en el caso del Distrito Federal, por el Jefe del Departamento.
Los grupos contaban con un vocal ejecutivo y otras vocalías que recaían en cada una de las representaciones de las secretarías y dependencias del Ejecutivo Federal, y las agrupaciones civiles locales que se ofrecían como voluntarios.
En el caso de la magnitud de los desastres, el plan se instrumentaba a nivel nacional, siendo el responsable de este el presidente de la República, quien contaba con un presidente sustituto, siendo este el Secretario de Gobernación y un Secretario Ejecutivo, siendo este el Secretario de la Defensa Nacional, participaban también los vocales, siendo estos los titulares de las dependencias de la administración pública federal y los representantes de las asociaciones o agrupaciones nacionales.
Las actividades desarrolladas para aplicar el Plan DN-III-E movilizaron diversos grupos de auxilio, entre los que figuraron los siguientes:
- Comunicaciones, alerta y difusión. Cuya responsabilidad consistió en la instalación, operación y mantenimiento de los medios de comunicación disponibles para garantizar el enlace entre el centro coordinador, los centros avanzados en las áreas afectadas, con cada organismo o dependencia encargada de proporcionar cualquier tipo de auxilio y con el grupo de auxilio de la zona militar para solicitar todos los apoyos extraordinarios que fueron requeridos.
- Equipo de contraincendios. Que planeó y coordinó la participación de los diferentes cuerpos de bomberos.
- Equipos de detección y señalamiento de zonas peligrosas. Cuya labor fue importante, porque evitó que como producto de la repetición de fenómeno al siguiente día resultaran nuevas víctimas.
- Equipo de registro y evaluación de daños que cuantificó los daños a las personas, a los servicios públicos, a la propiedad pública y privada, etcétera.
- Equipo de coordinación y enlace para ayuda a damnificados. Que coordinó la ayuda otorgada por agrupaciones de socorro, organismos públicos y privados y de la ciudadanía en general, así como lo proveniente del gobierno del estado.
- Equipo de búsqueda, rescate y evaluación. Que coordinó todas las actividades inherentes, con el propósito de poner a salvo el mayor número de personas que resultaron afectadas.
- Equipo de conservación del orden y apoyo legal. Que coordinó las actividades para la custodia y protección de las personas y propiedad pública y privada y para recibir y canalizar las quejas o solicitudes de la ciudadanía.
- Equipo de albergues, alimentación y artículos varios. Que coordinó todas aquellas actividades relacionadas con la alimentación, suministro de agua potable, baño y lavandería, distribución de despensas y el control de las personas en cada uno de los albergues.
- Equipo de transporte. Que coordinó el empleo de todo tipo de vehículos para apoyar las operaciones de evaluación de personal, material, transporte de alimentos, ropa, medicamentos, escombro, etcétera.
- Equipo de servicios funerarios. Que planeó las actividades inherentes a la identificación e inhumación de cadáveres y llevó el control de los efectos o pertenencias de los cadáveres hasta su total devolución a sus deudos en coordinación con el equipo de apoyo legal.
- Equipo de asistencia médica, hospitalización y protección familiar. Que coordinó la recepción, atención y hospitalización de heridos; que aplicó medidas para la inspección y control de alimentos, medicamentos, bancos de sangre y equipo médico y proyectó atención a desamparados, y
- El equipo de rehabilitación de los servicios públicos. Que coordinó las medidas tendientes a restablecer la operación de los sistemas de agua potable, energía eléctrica, gas, etcétera.

En la estructura, que en la aplicación del Plan DN-III-E, se utilizó fundamentalmente un factor importante, la disponibilidad permanente de los efectivos del ejército que permite trasladarse con rapidez al lugar de los hechos.
Respecto a los acontecimientos ocasionados por los terremotos que los días 19 y 20 de septiembre golpearon a la Ciudad de México y a los estados de Jalisco, Colima, Michoacán, Guerrero, Morelos, Hidalgo y el estado de México, a los 10 minutos de ocurrido el primer terremoto, el presidente ordenó la aplicación del Plan DN-III-E, y de inmediato empezó a operar en su fase de protección, que comprende actividades de rescate, evacuación, control y seguridad a la ciudadanía y áreas afectadas, en las ocho entidades federativas.
En la Ciudad de México, debido a la respuesta del gobierno del Departamento del Distrito Federal, y a la espontánea voluntad, manifestada de inmediato por un gran número de ciudadanos, que en forma individual o a través de agrupaciones y asociaciones, se ofrecieron como voluntarios, para las tareas de emergencia; el presidente de la República, acordó integrar una Comisión Intersecretarial, encabezada por el Jefe del Departamento del Distrito Federal; en esa comisión el Ejército Mexicano está directamente representado por el comandante de la 1.ª Zona Militar, al mando de los efectivos y los recursos que esta secretaría le proporcionó inmediatamente.
Entre las funciones realizadas por el ejército, figuraron:
- La administración de albergues.
- El reparto de agua potable.
- Remoción de escombros.
- Atención médica.
- Seguridad de áreas dañadas, etcétera.[78]

## Consecuencias

### Fallecimientos

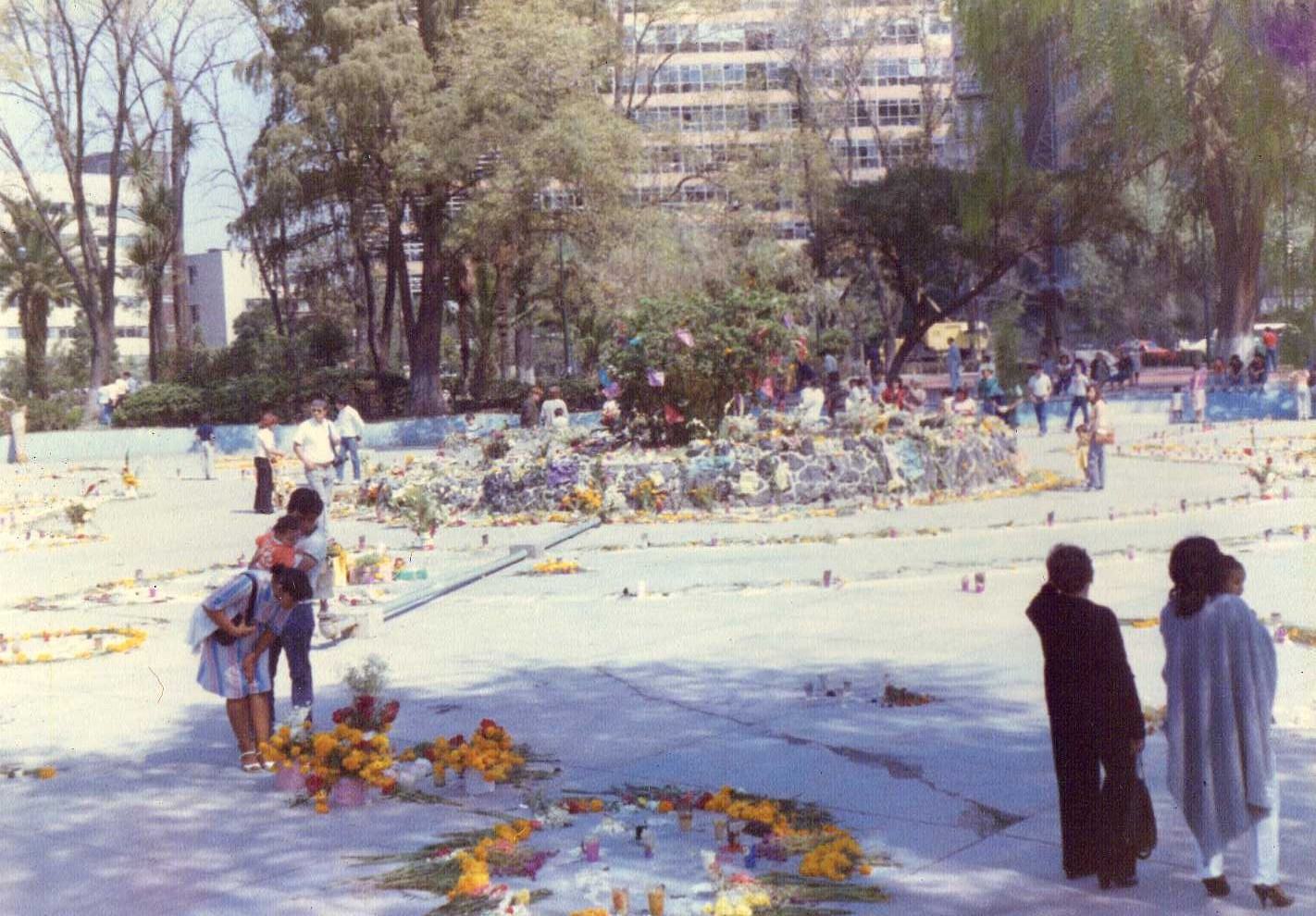
Ofrenda por el Día de Muertos junto a los restos del edificio Nuevo León de Tlatelolco.

Nunca se ha sabido el número exacto de víctimas de los terremotos de 1985 debido a la censura impuesta por el Gobierno mexicano. Años después se hicieron las siguientes apreciaciones al respecto. El Gobierno reportó el fallecimiento de entre 6.000 y 7.000 personas. Sin embargo, años después con la apertura de información de varias fuentes gubernamentales, el registro aproximado se calculó en 10 000 muertos. El presidente Miguel de la Madrid, en su IV Informe de Gobierno, manifestó que diez días después del primer sismo se habían rescatado a 3.226 personas con vida.
En los siguientes días la capacidad funeraria de la ciudad se vio rebasada, al ser insuficientes panteones, capillas funerarias y crematorios, los cuales funcionaron hasta el 23 de septiembre las 24 horas del día.
| Fuente                                                                               | Cifra                                                                                         |
| ------------------------------------------------------------------------------------ | --------------------------------------------------------------------------------------------- |
| Secretaría de la Defensa Nacional (20 de septiembre de 1985)                         | 2000                                                                                          |
| Ramón Aguirre Velázquez, DDF                                                         | 2500                                                                                          |
| Marcelo Ebrard Casaubon, GDF                                                         | 3000                                                                                          |
| Instituto Mexicano del Seguro Social (20 de septiembre de 1985)                      | Entre 3000 y 6000                                                                             |
| Comisión Intersecretarial (25 de septiembre de 1985)                                 | 3286                                                                                          |
| El Universal                                                                         | 3692 (reportados el 19 de septiembre de 1985, según el Registro Civil de la Ciudad de México) |
| Ramón Aguirre Velázquez (26 de septiembre de 1985)                                   | 5000 y 1500 personas aún bajo escombros                                                       |
| Centro Nacional de Prevención de desastres (2010)                                    | 6000                                                                                          |
| Secretaría de Protección y Vialidad del DDF (21 de septiembre de 1985)               | 6299                                                                                          |
| Informe de la Comisión Pluripartidista (diputado Sergio Valls Hernández, presidente) | 9089                                                                                          |
| Esmas                                                                                | 10 000                                                                                        |
| El Universal (2015)                                                                  | 10 000                                                                                        |
| Cruz Roja Mexicana (2010)                                                            | 15 000                                                                                        |
| John Gavin, embajador de los Estados Unidos en México                                | 20 000                                                                                        |
| Agencia AFP, 21 de septiembre de 1985                                                | Entre 10 000 y 30 000                                                                         |
| Sistema Sismológico Nacional                                                         | 40 000, aproximadamente                                                                       |

#### Víctimas conocidas
- Rockdrigo, cantante y músico de rock urbano.
- Frederik Vanmelle, mimo y actor.
- Margarita Mendoza López, escritora.
- Rafael Hernández Piedra, abogado y político.
- Jorge Jure Cejín, político.
- Gustavo Armando Calderón González, locutor de radio y presentador.
- Sergio Rod, locutor de radio y presentador.
- Félix Sordo Noriega, locutor de radio y presentador de Televisa.
- Ernesto Villanueva, productor de Televisa.
- Paul Josef Demeyere Delbaere, director técnico de teatro.

#### El estadio de béisbol como morgue
En primera instancia los restos mortales completos y parciales de las víctimas del sismo eran retirados fuera de los propios inmuebles colapsados, ante el enorme número de fallecidos. Luego, fueron trasladados a las distintas delegaciones del Distrito Federal resultando insuficiente, por lo que las autoridades habilitaron el entonces estadio de béisbol del Seguro Social (años después, se convertiría en el centro comercial Parque Delta) como anfiteatro, principalmente para los restos no reconocidos. Ahí se utilizaba hielo, formol y sal para retrasar la descomposición de los cuerpos, y se rociaba frecuentemente con antisépticos tanto a los cadáveres como a los voluntarios que participaban en el traslado de cuerpos y el registro de los mismos. Ahí mismo se fabricaron cientos de ataúdes de madera.
Al momento del colapso, no existía un sistema de registro organizado que permitiera llevar una contabilidad adecuada de los fallecidos, heridos y desaparecidos causados por el fenómeno. Fue hasta cinco días después cuando la UNAM puso en marcha un sistema basado en tres equipos modelo Burroughs 7800.

#### Fosas comunes
A partir del 22 de septiembre de 1985, y debido al avanzado estado de descomposición de los restos humanos no identificados y a los problemas que podían causar a la población, se decidió llevarlos a las fosas comunes de los cementerios de San Lorenzo Tezonco, San Nicolás Tolentino y Dolores.

### Rescates
Las personas rescatadas con vida de los escombros fueron aproximadamente más de 4000. Hubo gente que fue rescatada viva entre los derrumbes hasta diez días después de ocurrido el primer sismo.

### Consecuencias jurídicas
Durante las labores de limpieza e investigación después del terremoto, se observó que la práctica totalidad de los edificios colapsados eran de reciente construcción, no mayores a 30 años, y presentaban estructuras inadecuadas para terrenos arcillosos. Esto se pudo explicar principalmente por la ausencia de una normatividad que regulara la forma en que estos fueron construidos, además de la corrupción en el ejercicio de expedición de licencias para construcción y una deficiente planeación al ejecutar las obras. Miles de estructuras más antiguas, construidas desde el siglo XVI hasta el XX, resistieron el mismo tales como la Catedral Metropolitana de la Ciudad de México, el Palacio Nacional y el edificio de Nacional Monte de Piedad.
A pesar de las evidencias, en la mayoría de los casos no se abrió ninguna clase de proceso penal contra los responsables de estos actos de negligencia. Particularmente grave fue el caso de la compañía constructora estatal (CAPFCE) encargada de la edificación de escuelas, cuyos directivos quedaron impunes pese al número elevado de planteles educativos destruidos o dañados y estudiantes que resultaron heridos o muertos.

### Consecuencias económicas
El número de empleos perdidos por los sismos se estima entre 150 000 y 200 000. El número de estructuras destruidas en su totalidad fue de aproximadamente 30 000 y aquellas con daños parciales 68 000. La Torre Latinoamericana y la Torre Ejecutiva Pemex fueron casos excepcionales de ingeniería, pues este terremoto no les causó daño alguno.

### Damnificados
Oficialmente se reconocen 33 224 damnificados, de los cuales 20 044 se estableció en albergues localizados en 13 delegaciones del Distrito Federal, la gran mayoría en las delegaciones Cuauhtémoc y Venustiano Carranza. En 2015 existían aún cuatro campamentos derivados del terremoto.

#### Repercusiones psicológicas
Dentro de las principales consecuencias psicológicas reportadas se encuentran la depresión, la psicosis colectiva —en mayor medida después del segundo sismo del día 20, actitudes neuróticas e incluso de ataques sin sentido a la población. La Coordinación de Psiquiatría y Salud Mental del IMSS envió a más de mil capacitadores a atender a personas en albergues y centros hospitalarios.

#### Niños milagro
Es notable el hecho de que en los hospitales derrumbados, una parte de los recién nacidos –algunos de ellos en incubadora— se lograron rescatar. En especial tres recién nacidos (dos niñas y un niño) que fueron rescatados de entre los escombros del Hospital Juárez siete días después del terremoto. A esos bebés se les llegó a conocer como «Los niños/bebés del milagro», o «El milagro del Hospital Juárez»; la razón de este sobrenombre fue que en los siete días que estuvieron bajo los escombros, los bebés estuvieron completamente solos, no hubo nadie que les diera de comer o beber, nadie que los cubriera y les diera calor, y a pesar de tener todo en contra, los tres salieron vivos. Se recuerda que al momento de rescatar al primer bebé (una niña), todos los equipos de rescate y trabajadores pararon e incluso apagaron toda la maquinaria a la espera del llanto del bebé, que vino unos instantes después, corroborando que se encontraba con vida.

### Consecuencias políticas
El sismo tuvo repercusiones irreversibles en la organización ciudadana posterior, al quedar rebasada la capacidad gubernamental en los días posteriores al sismo. Hubo una desorganización generalizada en los procesos de rescate, atención médica, registro de fallecidos, atención a los damnificados y respuesta a las demandas después del desastre, entre muchos otros. Al encabezar ciudadanos las acciones más inmediatas directamente en los edificios afectados, se tejieron redes de acción colectiva en la remoción de escombros, el rescate de personas, la alimentación de los voluntarios que participaron en las tareas, la asistencia a rescatistas extranjeros, etcétera. Los cuerpos de emergencia, incluido el Ejército Mexicano, permanecieron en la vigilancia de los escombros, pero fueron los ciudadanos quienes emprendieron las tareas ante la magnitud del desastre.
Parte de las consecuencias sociales del sismo se centraron en la demanda de vivienda mediante organizaciones de damnificados y de restitución de mejores condiciones laborales como las costureras. El 27 de septiembre se registró la primera marcha hacia la residencia oficial de Los Pinos de damnificados, dando paso a manifestaciones, plantones y bloqueos en demanda de espacios y servicios básicos
Se organizaron asambleas fuera de los edificios derrumbados y se gestaron movimientos sociales que se agruparon a partir del 24 de octubre de 1985 en la Coordinadora Única de Damnificados (CUD), que reunió a grupos de inconformes como la Unión de Vecinos y Damnificados 19 de septiembre, la Coordinadora de los Organismos de Residentes de Tlatelolco, la Unión Popular de Inquilinos de la Colonia Morelos, Peña Morelos, Unión de Vecinos de la Colonia Guerrero, Campamento Salvatierra, Unión de Vecinos y Damnificados del Centro, Multifamiliar Juárez, entre muchas otras organizaciones sociales.
Detrás de estas organizaciones se gestó un movimiento social que reivindicaba derechos ciudadanos y que organizó festivales culturales y barriales para apoyar las movilizaciones por la vivienda. En 1986, Manuel Camacho Solís, entonces secretario de Desarrollo Urbano y Ecología, firmó el Convenio de Concertación Democrática para la reconstrucción, con el cual el Gobierno de México se comprometió a la construcción de 45 000 viviendas y a la reconstrucción del conjunto urbano Tlatelolco. Hacia 1987 se conformó la Asamblea de Barrios con su emblemático personaje Superbarrio Gómez.
Derivado de este proceso la oposición al PRI, partido gobernante, creció en la capital mexicana, al señalarse presuntos actos de corrupción tanto en las construcciones de los edificios como en la gestión de los apoyos posteriores, sumando a ello la actuación generalizada del gobierno de Miguel de la Madrid ante la tragedia.

### Repercusión en la organización ciudadana posterior
Procesos como las polémicas elecciones presidenciales de 1988 en donde la coalición de partidos de izquierda encabezada por Cuauhtémoc Cárdenas alegó fraude electoral; la progresiva democratización del Distrito Federal a partir de 1993 y la victoria del mismo Cárdenas en 1997 como primer jefe de Gobierno, son consecuencia directa del sismo del 85.

#### Demolición y reconstrucción de viviendas

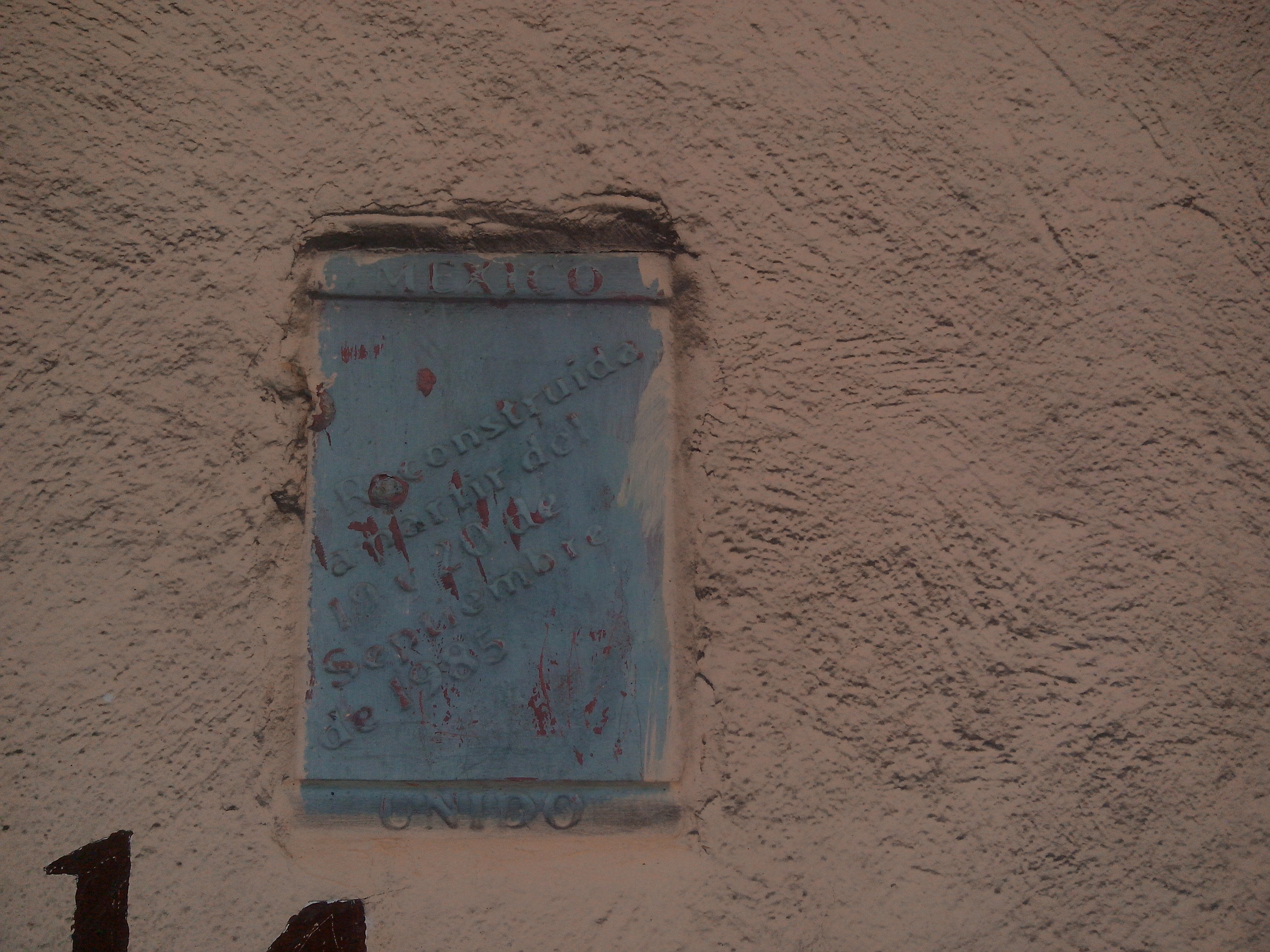
Placa que indica un edificio reconstruido en la colonia Obrera, al sur del centro histórico de la Ciudad de México.

La pérdida de miles de viviendas creó una situación gubernamental de respuesta rápida y masiva. El 19 de septiembre de 1985 se establecieron por instrucción presidencial la Comisión Metropolitana de Emergencia y la Comisión Nacional de Emergencia. El propósito de estas comisiones era generar instancias capaces de proveer los recursos necesarios a los damnificados, creándose también la Coordinación de Vivienda, que formaba parte del Comité de Auxilio Social de la Comisión Nacional de Reconstrucción.
Como resultado de estas acciones se logró integrar un inventario de vivienda disponible para la atención de la población damnificada, con un total de 14146 viviendas; 5618 de INFONAVIT, 2794 de FOVISSSTE, 5954 de FOVI/BANCA, 1620 de AURIS y 160 de FONHAPO.
El Departamento del Distrito Federal (DDF) y el Gobierno del Estado de México acordaron de forma excepcional que los damnificados obtendrían los siguientes beneficios:
- La banca nacionalizada acordó diferir el pago del enganche en la adquisición de las viviendas financiadas por ella, a través de un crédito adicional por cinco años en favor de los beneficiarios, con una tasa anual del 4 %.
- El Departamento del Distrito Federal y el Gobierno del Estado de México exentaron impuestos y derechos estatales en el proceso de adjudicación de viviendas.
- Los colegios de notarios de la Ciudad de México y del Estado de México se comprometieron a escriturar gratuitamente las viviendas que se adjudicaran a los damnificados.

La reconstrucción habitacional comenzó formalmente el 1 de octubre de 1985 con el Programa Emergente de Vivienda Fase I (PEV I) coordinado por la Secretaría de Desarrollo Urbano y Ecología (SEDUE) y el DDF. Este programa atendió a la población que perdió su vivienda y brindó una opción habitacional, clasificando a la población de la siguiente manera:
- Habitantes de condominios construidos por el sector privado que residían en el momento del desastre en viviendas en propiedad o rentadas. A este conjunto se le denominó población abierta e incluía a todas aquellas familias que no pertenecían a los conjuntos habitacionales administrados por el Estado. Esta población abierta estaba constituida en un 85 % por personas que rentaban la vivienda.
- Inquilinos del conjunto habitacional Presidente Benito Juárez, administrado por el ISSSTE, institución que asignó sus departamentos bajo un régimen de renta.
- Residentes del conjunto habitacional Presidente Adolfo López Mateos, Nonoalco-Tlatelolco. Para este grupo se elaboró un programa especial denominado Programa de Reconstrucción Democrática de Tlatelolco.

Un año después de iniciado el programa y de considerarse concluido, las cifras oficiales indicaban que se había beneficiado a un total de 16 077 familias, 8629 de ellas accedieron a una nueva vivienda y 7449 a un crédito hipotecario para adquisición de vivienda de terceros.
El PEV I atendió a damnificados provenientes de diversas zonas afectadas de la Ciudad de México. Sin embargo, el 70 % de personas atendidas en este programa pertenecían a la delegación Cuauhtémoc.
Para el 28 de abril de 1986, el programa de obras anunció que se demolerían en Tlatelolco, solamente ocho edificios, en 60 se realizarían reparaciones de acabados e instalaciones y en los 32 restantes se desarrollarían acabados de instalación y cimentación. De acuerdo con este comunicado, se recuperarían 9744 departamentos.
A mediados de agosto de 1986, se anunció que la parte del edificio Nuevo León que continuaba en pie, sería demolido el día 24, esto motivó muestras de inconformidad por parte de la Coordinadora Única de Damnificados de Tlatelolco y de la Coordinadora Única de Damnificados, quienes argumentaron que el objetivo de la demolición del inmueble era cancelar las investigaciones sobre las causas que originaron su derrumbe y eximir de responsabilidades a las personas implicadas. Las negociaciones entre los damnificados y las autoridades continuaron hasta llegar al acuerdo de continuar con las investigaciones por parte de la Procuraduría General de la República y llevar a cabo la demolición el 24 de agosto de 1986.
De acuerdo con el informe de la vocalía ejecutiva del 31 de marzo de 1987, para continuar los trabajos de recuperación de vivienda se integraron 7 subprogramas.
- Proyecto ejecutivo de reconstrucción
- Reubicación temporal. Creado para desocupar 32 edificios, recomendarlos y reestructurarlos.
- Reparación de acabados. Subprograma diseñado para reparar daños menores de 6346 departamentos de 60 inmuebles.
- Recimentación y reestructuración. Creado para reconstruir 32 edificios con daños mayores, un total de 4214 departamentos.
- Demolición. Subprograma proyectado para derribar 8 inmuebles dañados irreparablemente, para este programa se tuvo especial cuidado en los métodos de demolición, debido a que se realizó en zonas de alta concentración urbana.
- Servicios y mantenimiento. Diseñado para operar eficientemente durante los trabajos de reconstrucción.
- Obras inducidas. Preparación de los diferentes frentes de trabajo, accesos a los mismos y de las circulaciones vehiculares, así como modificaciones a la infraestructura urbana y a las redes de sistemas de los servicios públicos.[cita requerida]

### Escombros
Se recogieron 2 388 144 m3 de escombros; tan solo para despejar 103 vías consideradas prioritarias se retiraron 1 500 000 t de escombros (110 600 viajes de camiones de volteo).

#### Interrogantes que invitan a la movilización
El movimiento vecinal Tlateloco, se exigía el cumplimiento de las cláusulas especificadas en el «Certificado de Participación Inmobiliaria» para la reconstrucción de Nonoalco-Tlatelolco después se llamó «Concertación Democrática», la cual fue impulsada por el Programa de Reconstrucción de Nonoalco-Tlatelolco. La Secretaría de Desarrollo Urbano y Ecología inicio en mayo de 1986 la obra de tres subprogramas:
- Reparación de daños menores en 60 edificios.
- Reparación de daños en Cimentación y Estructura en 32 edificios.
- Programa de Demolición en 8 edificios.[88]

## Brecha de Guerrero y Sistema de Alerta Sísmica
A lo largo del Pacífico mexicano se tienen dos brechas sísmicas, una zona de subducción tectónica entre cuyas características se incluye una gran actividad. El sismo del 85 se produjo en la brecha sísmica de Michoacán. Se les llama brechas o gaps a las zonas donde se observa actividad sísmica anómalamente menor a la de las zonas que la rodean, es decir son zonas de silencio sísmico. Desde 1981 investigadores del Departamento de Sismología del Instituto de Geofísica de la UNAM habían identificado varias maduras en México, entre ellas la de Michoacán, alertando sobre la posibilidad de que éstas produjeran sismos de magnitudes considerables.
Otra brecha sísmica importante es la de Guerrero, localizada entre Acapulco y Papanoa, en la región Costa Grande de dicho estado. Por sus características, se estima que en esta brecha se puede producir un sismo de igual magnitud que el de 1985. Es por esto que se instaló el Sistema de Alerta Sísmica Mexicano (SAS), que opera desde 1991 y es mantenido por el Centro de Instrumentación y Registro Sísmico. El SAS consiste de 12 estaciones sísmicas ubicadas en la costa de Guerrero que al detectar un sismo de magnitud mayor a 5 envían una alerta a la estación central para que emita la alarma. Debido a que la propagación de la fase más rápida de ondas sísmicas es de unos 8 km/s y que las estaciones están en promedio a unos 320 km de la Ciudad de México, el SAS puede emitir una alerta que puede dar hasta 60 segundos de aviso previo a las manifestaciones del sismo en la ciudad.

## En la cultura popular

### Sitios conmemorativos
- Plaza de la Solidaridad. En el predio comprendido entre avenida Juárez, Luis Moya, y avenida Balderas y en el que todos sus edificios se vinieron abajo, se estableció la plaza de la Solidaridad, que luce en medio la escultura basada en un asta bandera sostenida por muchas manos, obra del escultor Javier Campuzano Reyes Retana.
- Parque del Sol en donde se encontraba el edificio Nuevo León en Tlatelolco. Aquí se construyó un parque con un reloj solar, y también se develó un busto en honor del tenor Plácido Domingo, quien participó en las labores de rescate en dicho sitio.[90]
- Monumento a la costurera en el predio de Manuel José Othon esquina San Antonio Abad, contiguo al local de la Asociación de Costureras y Costureros 19 de septiembre.

### Cine
- 1987: Trágico terremoto en México. Película mexicana protagonizada por Mario Almada. Narra la solidaridad y heroísmo que caracterizaron a la población de México después del terremoto ocurrido en el año 1985.[91]
- 1987: El niño y el Papa. Película colombo-mexicana protagonizada por Verónica Castro.
- 2016: 7:19. Película dirigida por Jorge Michel Grau y protagonizada por Demián Bichir.
- 2018: El día de la unión. Película de Kuno Becker.
- 2023: VHS: 85. Uno de los segmentos de la película reimagina los eventos del terremoto como el despertar de Mictlantecuhtli, el dios mexica del inframundo, conocido como Mictlán. En este contexto ficticio, se sugiere que el terremoto fue provocado por la manifestación del dios, vinculando el desastre natural con una narrativa sobrenatural y mitológica. Esta interpretación añade una capa simbólica a los hechos históricos, explorando el impacto cultural del sismo desde una perspectiva de horror cósmico y misticismo prehispánico.

### Documental
- 1986: No les pedimos un viaje a la luna. Documental de la directora María del Carmen de Lara, ganador del Premio Ariel al Mejor Mediometraje Documental.

- 2022: 1985: Héroes entre ruinas. Documental largometraje de la directora Jeanette Russ Moreno, ganadora el Premio Doctubre en el DocsMX 2022; premio Hecho en México en el DocsJalisco 2023; ganador de tres Premios Pantallas de Cristal 2023 (Mejor Documental, Mejor Animación/Motion Graphics/ Concepto, Premio Especial Guillermo González Camarena Becerra Acosta por Valor testimonial); ganador del Mexica Film Awards 2023 por Mejor documental.

### Novela, ensayo y crónica
- 2019 - Crónica de seis siglos de sismos en México: lecciones y perspectivas. México, Asociación Mexicana de Instituciones de Seguros, pp. 79–107. Archivado el 20 de noviembre de 2021 en Wayback Machine.
- 2015 - No hubo dragones. Testimonios scouts del Terremoto de 1985. Recopilación de crónicas por la Asociación de Scouts de México. Mosaico de relatos, donde se reflejan las acciones de toda índole realizadas por los integrantes del movimiento scout, luego que la Ciudad de México sufriera los estragos de la sacudida de la corteza terrestre.[92]
- 2015 - De temblores y recuerdos. Novela Corta por Jalil Saab H. A 30 años de los terremotos de 1985 en la Ciudad de México, esta novela hace un recuento de acontecimientos que marcaron un parteaguas en diversos aspectos tanto sociales como políticos. La juventud de esa época rememoró y vivió infinidad de experiencias y cambios muy novedosos en medio de una sociedad que se alejaba del tradicionalismo e incursionaba en el modernismo: el movimiento estudiantil de 1968, la revolución sexual, la cultura del Rock y los Hippies.[93]
- 2012 - Septiembre. Zona de desastre. Publicada por el caricaturista José Hernández y el escritor Fabrizio Mejía Madrid.[94] Cuenta los días posteriores a los terremotos de la Ciudad de México, el 19 y 20 de septiembre de 1985.
- 2010 - Arte y olvido del terremoto. El escritor Ignacio Padilla analiza la creación artística producida durante y después del 19 de septiembre de 1985. Este ensayo ganó el Premio Luis Cardoza y Aragón de Artes Plásticas.[95]
- 2010 - 8.8: El miedo en el espejo. En esta crónica, Juan Villoro compara la intensidad de dos de los terremotos más intensos que ha sufrido América Latina: el de 1985 en la Ciudad de México y el de 2010 en Concepción, Chile.
- 2005 - Opening Mexico: The Making of a Democracy. Ensayo de Julia Preston y Samuel Dillon.[96] En el capítulo 4, «Earthquake, 1985», los autores relacionan el terremoto con la vida política de México.[97]
- 2005 - No sin nosotros. Los días del terremoto 1985-2005. Ensayo de Carlos Monsiváis sobre los días que sucedieron al terremoto.[98]
- 2005 - Terremoto. Ausentes/Presentes, 20 años después. Escrito por Guadalupe Loaeza.
- 1990 - Ciudad rota: La Ciudad de México después del sismo. Fernández García, Martha Raquel. Prólogo de Luis Ortiz Macedo. 281 pp. UNAM: Instituto de Investigaciones Estéticas. ISBN 968-36-1493-0
- 1988 - Nada, nadie. Las voces del temblor. Crónica de Elena Poniatowska basada en decenas de entrevistas a sobrevivientes del terremoto, es una colección de los testimonios de muchas personas que presenciaron el terremoto y sus secuelas. Poniatowska recopiló los testimonios de los periódicos, de los discursos oficiales del gobierno, y más interesante aún, de las vivencias de la gente. En esta obra, Poniatowska crea un espacio donde la gente misma puede hablar y recordar acerca del esfuerzo de los civiles para rescatar las personas sepultadas vivas y muertas, sobre la familia que perdió, sobre la experiencia de ser sepultado y sobre el drama y la conmoción que sacudieron a la Ciudad de México.
- 1988 - Historia de los sismos de 1985: La Ciudad de México. Departamento del Distrito Federal.
- 1987 - Camarillo, María Teresa (coord.). Memoria periodística del terremoto: 19 de septiembre-10 de octubre de 1985, México: UNAM, Instituto de Investigaciones Bibliográficas, Hemeroteca Nacional, 1987. ISBN 968-837-979-4

### Música
- La canción «El día en que la tierra se movió», del grupo de rock mexicano El Tri, en el cual se rinde tributo a las personas fallecidas, además de narrar cómo sería un homenaje ideal y ficticio a una persona fallecida simpatizante del rock & roll.
- La canción Cuando pase el temblor, del grupo de rock argentino Soda Stereo tuvo su inspiración en este hecho, según palabras de Gustavo Cerati.
- La canción ¿Donde te agarró el temblor? de Chico Che.
- La canción No olvidamos de Molotov, toma de referencia el terremoto para una crítica política.

### Poesía
- El poema «Las ruinas de México (Elegía del Retorno)», del poeta José Emilio Pacheco. En «Las ruinas de México (Elegía del Retorno)», Pacheco explora el significado de la vida, la grandeza de la naturaleza contra la civilización, y la corrupción de la política como resultó de su experiencia del terremoto.

### Teatro
- 2013 - Cada vez nos despedimos mejor. Monólogo de Diego Luna que inicia con una referencia al terremoto de 1985 en México.[99]
- 2006 - La Grieta. Esta obra de Sabina Berman, de teatro del absurdo, revisa los hechos que generó la ayuda a los damnificados del terremoto.[91]

### Televisión
- 2024 - Cada minuto cuenta. Serie de televisión estrenado en streaming por Prime Video.
- 2005 - De nuevo en pie. Serie de televisión producida por TV Azteca con un reparto coral. Fue estrenada el lunes 19 de septiembre de 2005, en el 20.º aniversario conmemorativo del terremoto.
- 1986 - Mujer, casos de la vida real. Serie de antología producida por Silvia Pinal para Televisa. En un principio se creó como ayuda a encontrar a personas desaparecidas tras el terremoto.

### Documentos
- Papeles del temblor Cristina Dovalí Calderón en Letras Libres.
- Los terremotos de 1985 La Jornada, 19 de septiembre de 2005.
- Cuando los ciudadanos tomaron la ciudad en sus manos Jesús Ramírez Cuevas en La Jornada.
- El terremoto cambió mi vida profundamente Entrevista a Jacobo Zabludovsky en La Jornada.
- La ciudad de México, «destruida» Una visión desde Moscú La Jornada, 19 de septiembre de 2005.
- Sobreviviente de los sismos de 1985 enfrenta discriminación La Jornada, 9 de septiembre de 2005.
- El milagro en el Hospital Juárez El Universal, 19 de septiembre de 2003.
- El sismo nos trajo la muerte: operadoras de Telmex Cimac noticias.
- La solidaridad de la población en realidad fue toma de poder Archivado el 8 de marzo de 2016 en Wayback Machine. Carlos Monsiváis (narración desgarradora), México.
- Cinco enfermeras hablan de sus miedos sobrevivientes que estaban en el octavo y décimo pisos del Hospital Juárez de México.
- La Narración de un joven periodista de Radio ABC y estudiante de ENEP Acatlán.
- Imágenes como Reportajes de los alcances del terremoto a más de 20 años, por el Universal de México.
- Fotografías de gran resolución, proporcionadas por: U.S. Geological Survey Photographic Library.
- Fotografías de gran resolución Archivado el 4 de marzo de 2016 en Wayback Machine., Revista Crónica Fotógrafo Bernardo Moncada.

### Podcast
- Shot informativo (Tec de Monterrey) Cultura de prevención para terremotos

- Datos: Q1798567
- Multimedia: 1985 Mexico Earthquake / Q1798567